# Casa de Nassau
La Casa de Nassau és una dinastia aristocràtica europea d'origen alemany. S'anomena així per la senyoria associada al Castell de Nassau, localitzat a Nassau, avui a l'estat federal de Renània-Palatinat (Alemanya). Els senyors de Nassau eren originàriament anomenats "comtes de Nassau", posteriorment van ser elevats a "Prínceps comtes" (en alemany: gefürstete Grafen), o sigui, comtes que tenien concedit tots els privilegis legals i aristocràtics d'un príncep.
Aviat la dinastia es va dividir en dues branques principals: la branca de Walram que va donar lloc posteriorment a l'emperador alemany Adolf, i la branca Otoniana, que va donar lloc posteriorment als Príncep d'Orange i els monarques dels Països Baixos.
Amb el final del Sacre Imperi Romanogermànic i les Guerres napoleòniques, la branca de Walram, que havia heretat o adquirit totes les terres ancestrals dels Nassau, es va proclamar, amb el permís del Congrés de Viena, "Ducs de Nassau", formant l'estat independent de Nassau, amb la seva capital a Wiesbaden. Avui en dia aquest territori s'ubica principalment a l'estat federal de Hessen i parcialment en l'estat veí de Renània-Palatinat. Al 1866, el Ducat va ser annexionat per Prússia, després de la Guerra Austroprussiana, degut a ser un aliat d'Àustria. Posteriorment el territori va ser incorporat a la nova província prussiana de Hessen-Nassau.
Avui en dia a Alemanya, el terme Nassau, és utilitzat com a nom d'una regió geogràfica, històrica i cultural, però ja no té gaire significat polític.
Tots els monarques holandesos i luxemburguesos d'ençà el 1815 ha estat membres principals de la Casa de Nassau. Tanmateix, des del 1890 als Països Baixos, i des del 1912 a Luxemburg, les línies masculines dels hereus als dos trons s'han extingit, de manera que des de llavors, ha passat a la línia femenina de la Casa de Nassau.
Segons la tradició alemanya, el nom familiar és heretat únicament per la línia masculina de successió. La Casa de Nassau, amb aquesta perspectiva alemanya, s'hauria d'haver extingit al 1985. Malgrat això, tant les tradicions monàrquiques, legislacions i regles constitucionals en aquest assumpte dels Països Baixos i Luxemburg, difereixen de la tradició alemanya. És per això ambdós països no consideren la Casa de Nassau extinta. El Gran Duc de Luxemburg encara utilitza "Duc de Nassau" com el seu títol secundari i és el pretendent a ser Cap de la Casa de Nassau (al ser el membre de rang superior dins de la branca més antiga), però no per posar qualsevol reclamació territorial per l'anterior Ducat de Nassau, que és ara part de la República Federal d'Alemanya.

## Orígens

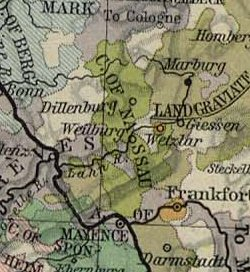
Comtat de Nassau al 1547 entre el Rin i Frankfurt

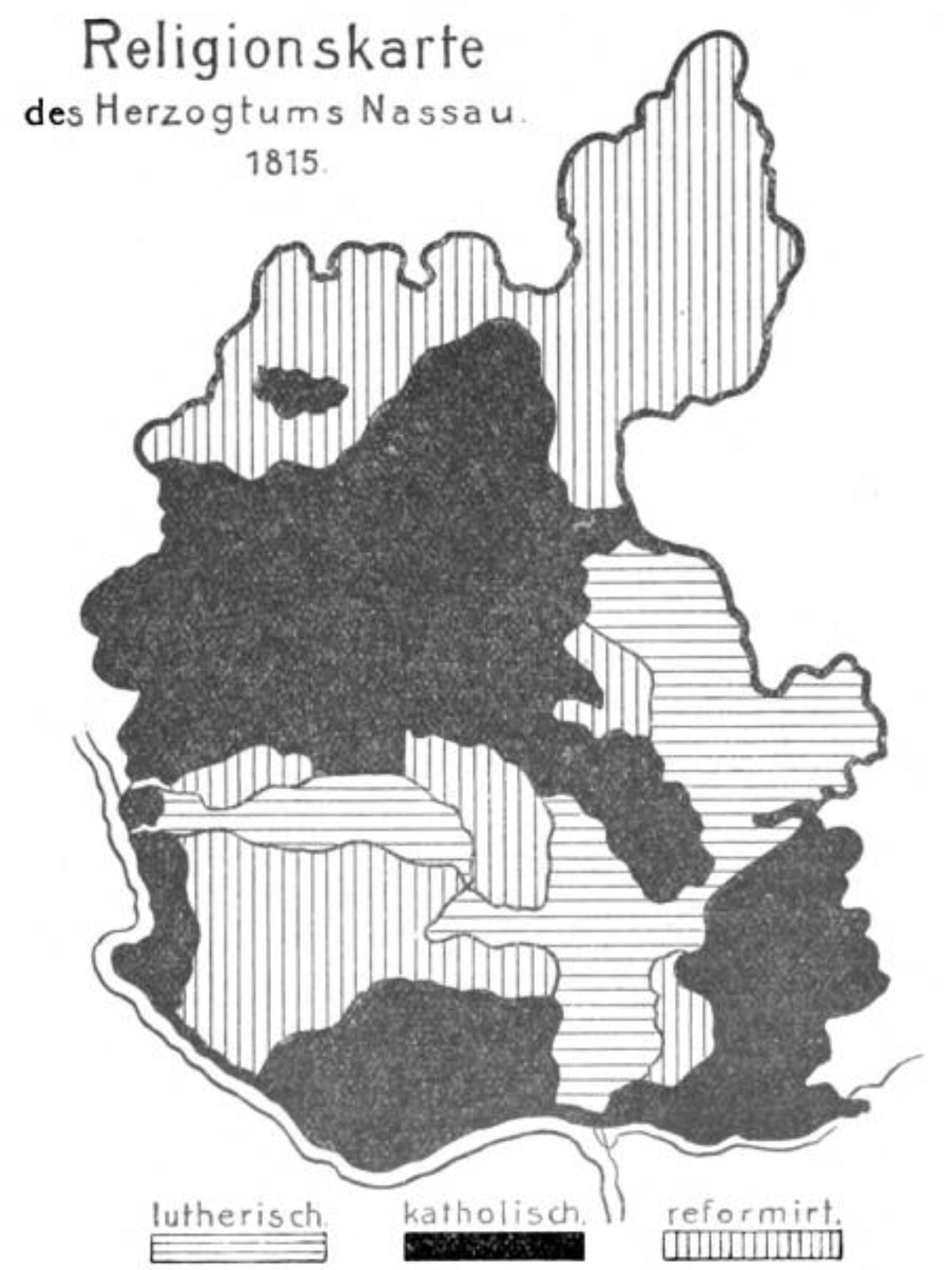
Mapa confessional del Ducat de Nassau al 1815 mostrant el resultat d'anys de divisió familiar i religiosa

El comte Dudo-Enric de Laurenburg (ca. 1060 – ca. 1123) és considerat el fundador de la Casa de Nassau. El primer cop que s'esmenta el seu nom és en la pretesa carta fundacional de l'abadia de Maria Laach del 1093 (tot i que molts historiadors consideren que el document pot ser fals). El castell de Laurenburg, situat uns quants quilòmetres riu amunt de Nassau, en el Lahn, era la seu de la seva senyoria. La seva família probablement descendida dels Senyors de Lipporn. A partir de 1159, el Castell de Nassau va esdevenir la seu principal de la senyoria, i la Casa s'anomenà a partir de llavors amb aquest nom.

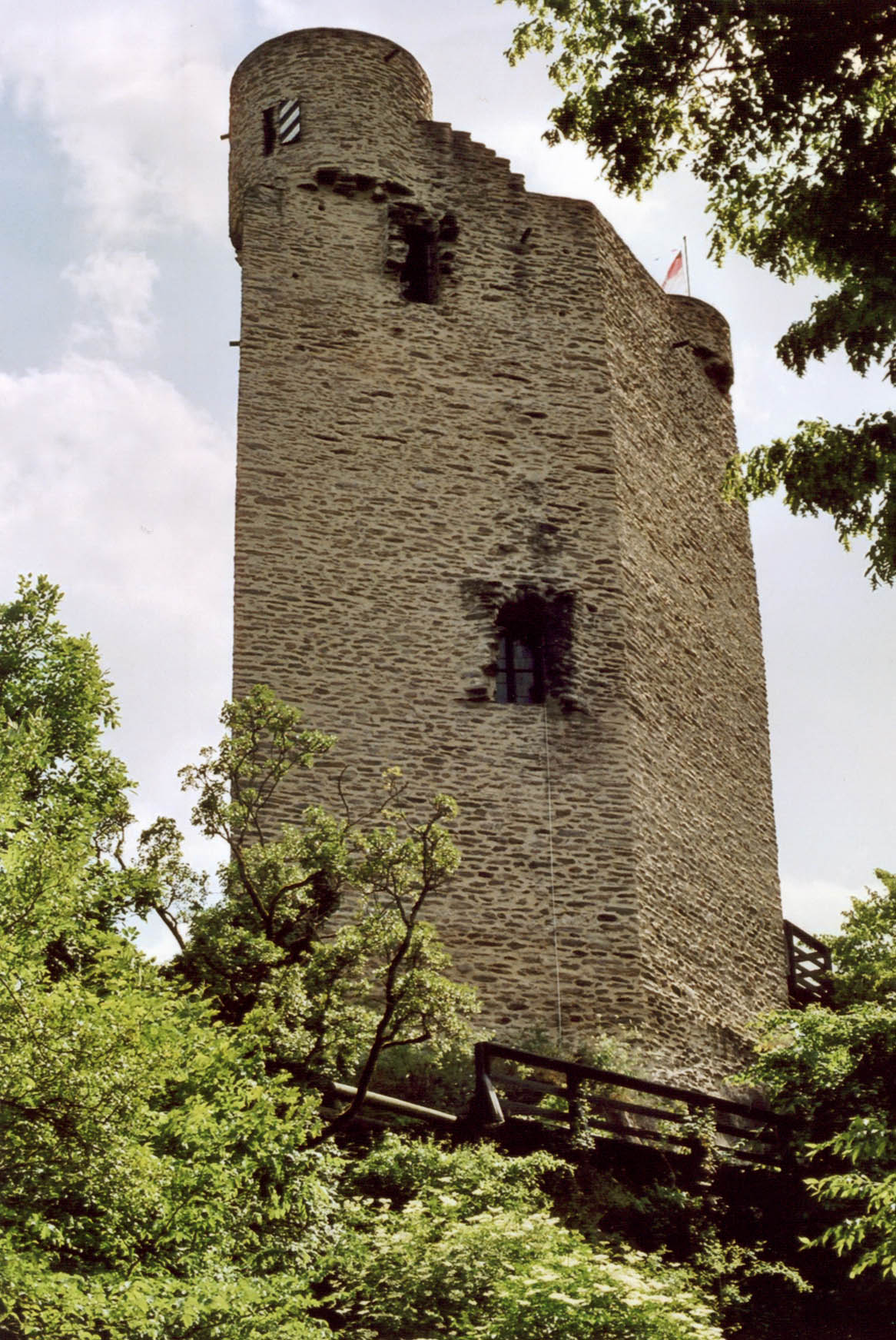
Castell de Laurenburg
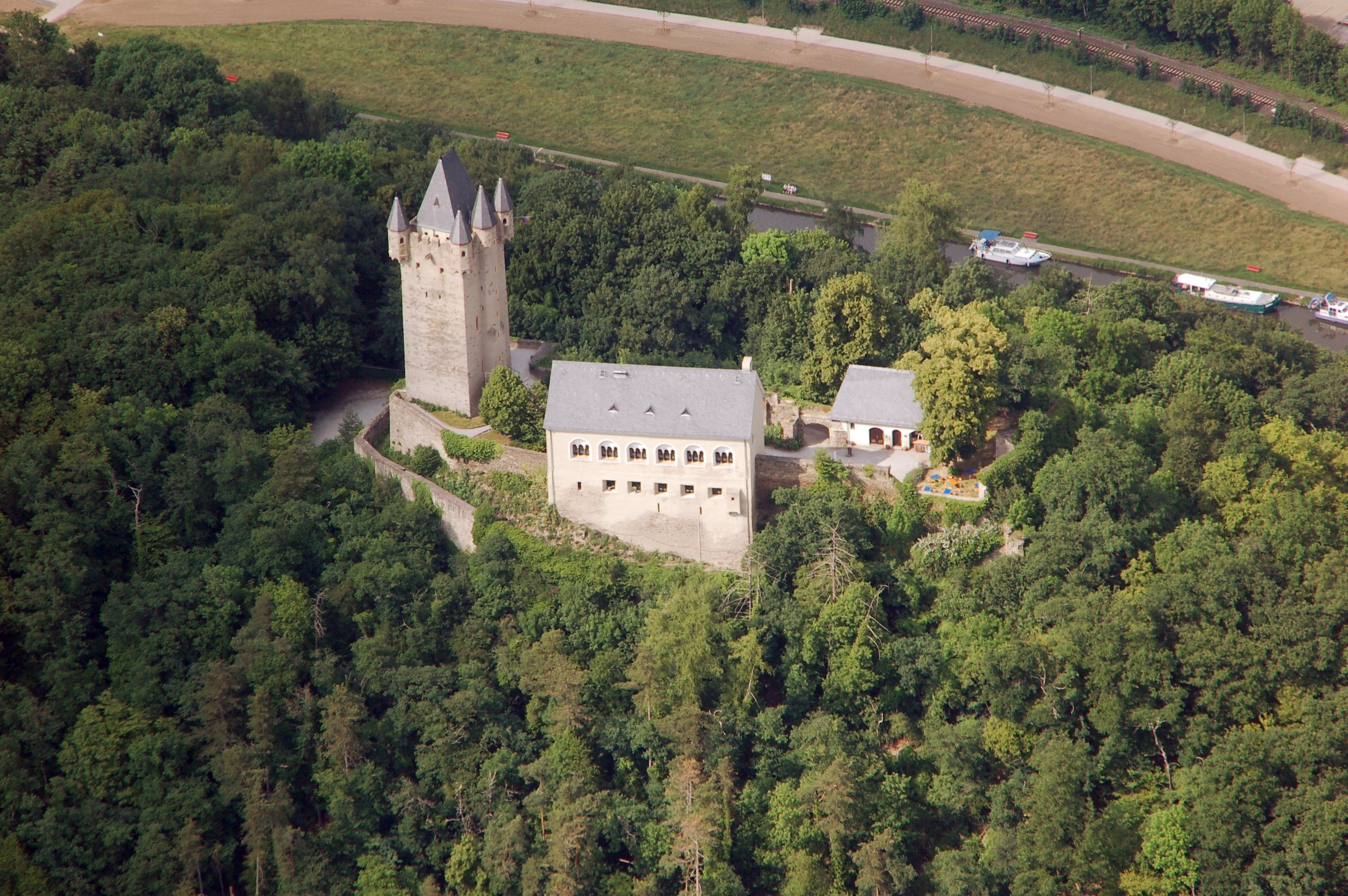
Castell de Nassau

Els comtes de Laurenburg i Nassau van expandir la seva autoritat sota l'autoritat dels germans Robert I (1123-1154) i Arnau I (1123-1148). Robert va ser la primera persona a anomenar-se comte de Nassau, però el títol no va ser confirmat fins al 1159, cinc anys després de la mort de Robert. El fill de Robert, Walram I (1154-1198) va ser la primera persona que es va titular amb el nom de Comte de Nassau.
La cronologia dels Comtes de Laurenburg no és molt clara i el vincle entre Robert I i Walram I és especialment controvertit. A més, algunes fonts consideren que Gerard, catalogat com a comte de Laurenburg l'any 1148, podria ser fill d'Arnau I, el germà de Robert I. No obstant això, Erich Brandenburg en el seu Die Nachkommen Karls des Großen ("Els descendents de Carlemany") afirma que el més probable és que Gerard fos el fill de Robert I, perquè Gerard era el nom de l'avi matern de Beatriu de Limburg, la seva muller.

### Comtes de Laurenburg (ca. 1093–1159)
- ca. 1060 – ca. 1123: Dudo-Enric
- 1123–1154: Robert I – fill de Dudo-Enric
- 1123–1148: Arnau I – fill de Dudo-Enric
- 1148: Gerard – fill (probable) de Robert I
- 1151–1154: Arnau II – fill de Robert I
- 1154–1159: Robert II – fill de Robert I

### Comtes de Nassau (1159–1255)
- 1154–1198: Walram I – fill de Robert I
- 1158–1167: Enric I – fill d'Arnau I, va morir a Roma a l'agost de 1167 per una epidèmia (després de la batalla de Monte Porzio)
- 1160–1191: Robert III, el bel·licós – fill d'Arnau I
- 1198–1247: Enric II, el ric – fill de Walram I
- 1247–1255: Otó I – fill d'Enric II; de 1255–1289: compte de Nassau a Dillenburg, Hadamar, Siegen, Herborn i Beilstein
- 1249–1255: Walram II – fill d'Enric II; de 1255–1276: compte de Nassau a Wiesbaden, Idstein, i Weilburg

Al 1255, els fills d'Enric II, Walram II i Otó I, van partir les possessions dels Nassau. Els descendents de Walram van donar lloc a la coneguda branca de Walram, la qual va esdevenir important en el Comtat de Nassau i a Luxemburg. Els descendents d'Otó van donar lloc a la coneguda branca Otoniana, el qual heretaria parts de Nassau a França i els Països Baixos. Ambdues línies sovint es subdividiran en els següents segles. Al 1783, els caps de diverses branques de la Casa de Nassau van segellar el Pacte familiar dels Nassau (Erbverein) per regular successió futura en els seus estats i per establir una jerarquia dinàstica, on el Príncep d'Orange-Nassau-Dietz va ser reconegut com a Cap de la Casa de Nassau.

## La branca de Walram (1255–1985)

### Comtes de Nassau en Wiesbaden, Idstein, i Weilburg (1255–1344)
- 1255–1276: Walram II
- 1276–1298: Adolf, coronat Rei d'Alemanya al 1292
- 1298–1304: Robert VI
- 1298–1324: Walram III, comte de Nassau a Wiesbaden, Idstein, i Weilnau
- 1298–1344: Gerlach I, comte de Nassau a Wiesbaden, Idstein, Weilburg, i Weilnau

Després de la mort de Gerlach, les possessions de la branca de Walram es van dividir en Nassau-Weilburg i Nassau-Wiesbaden-Idstein.

### Nassau-Weilburg (1344–1816)

Bandera de Nassau-Weilburg

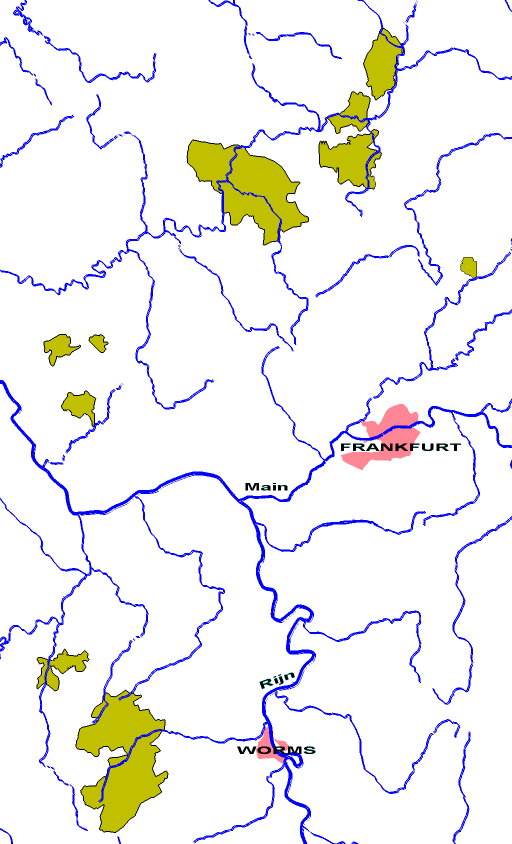
Mapa de Nassau-Weilburg mentre de 1789

El comte Walram II va iniciar el comtat de Nassau-Weilburg, el qual va existir fins a 1816. Els sobirans d'aquesta casa després governarien el Ducat de Nassau fins que 1866, i des del 1890 el Gran Ducat de Luxemburg, on els Nassau-Weilburg encara governen. La branca de Walram va rebre la senyoria de Merenberg al 1328 i Saarbrücken (per matrimoni) al 1353.

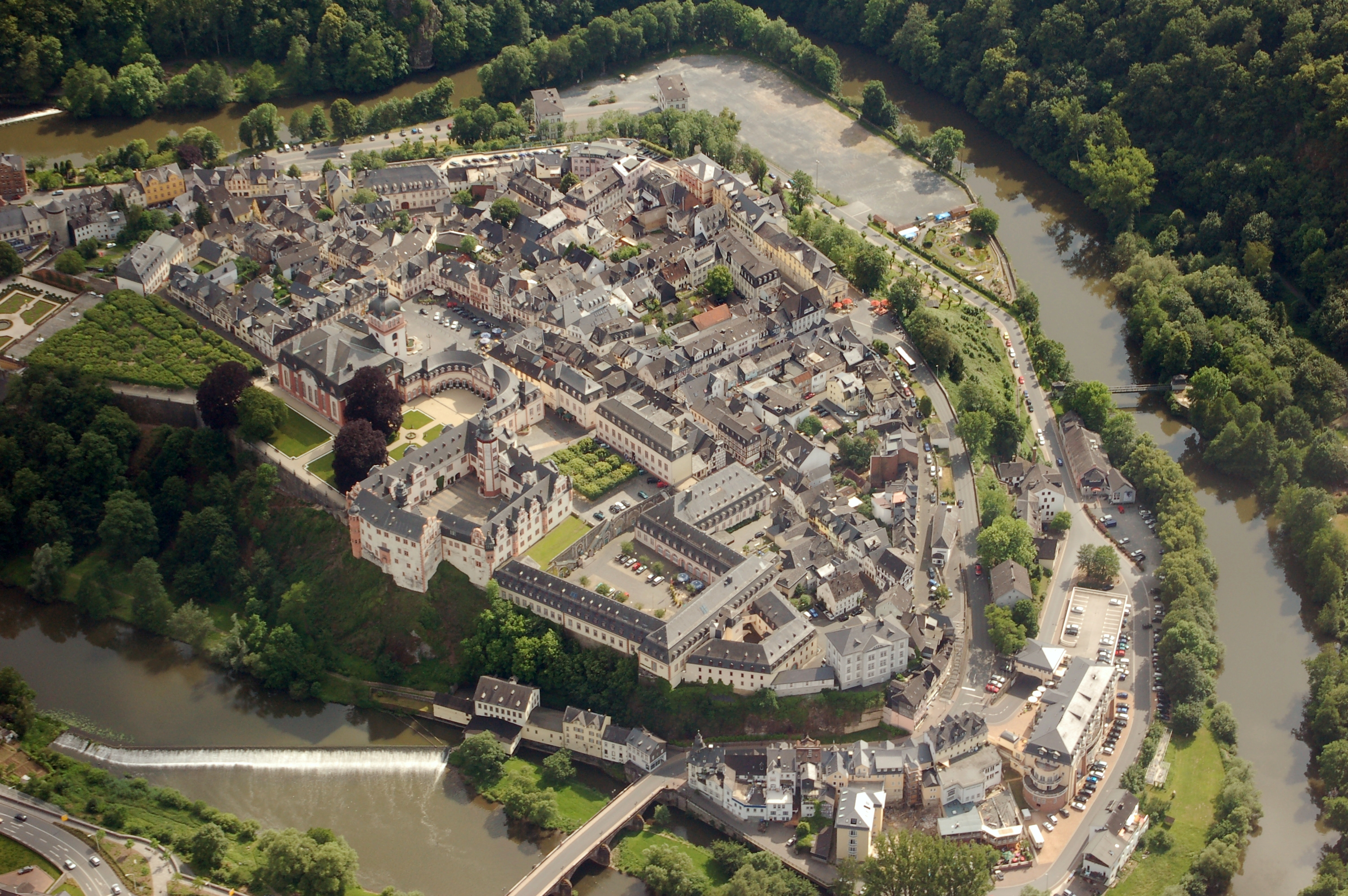
Weilburg
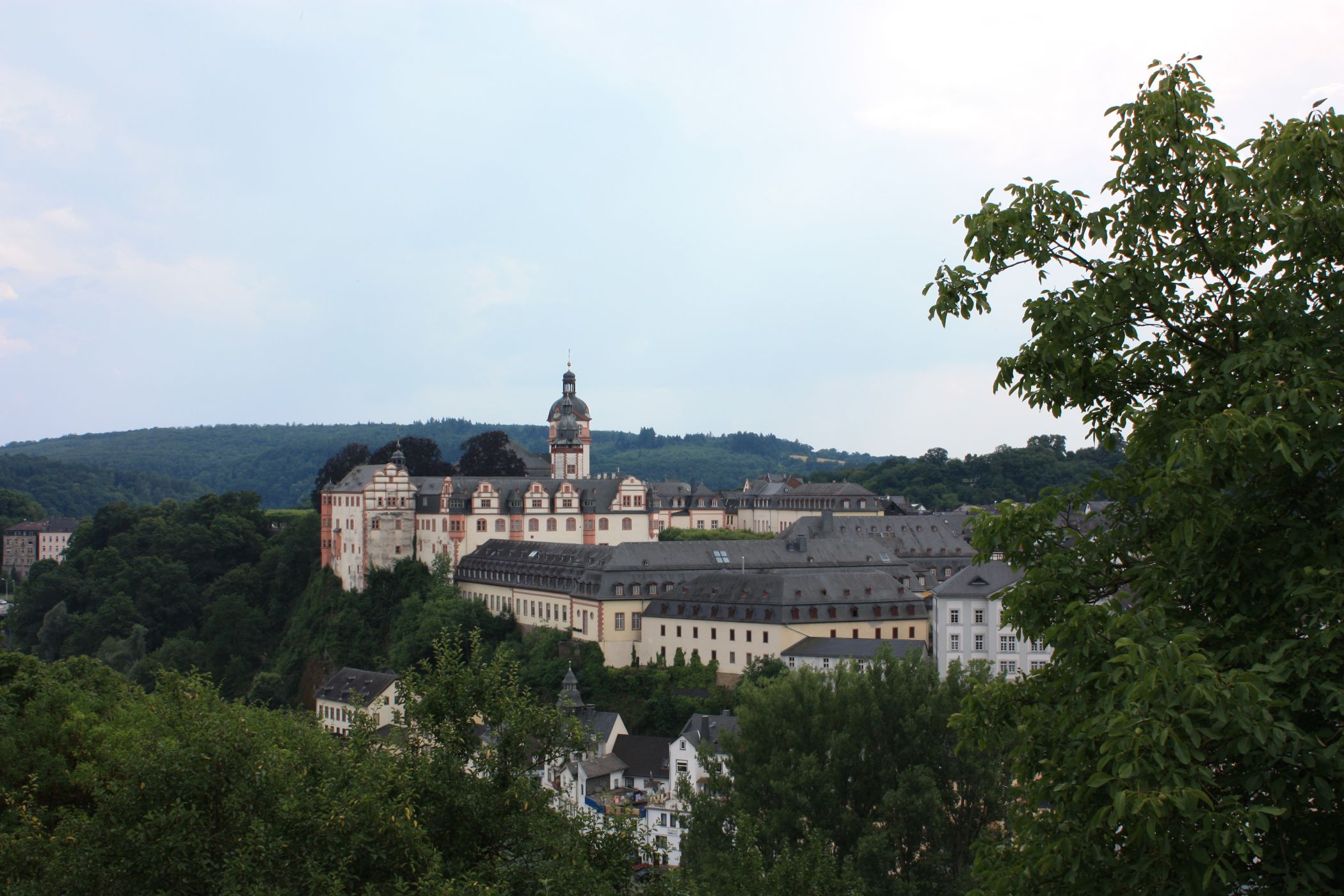
Castell de Weilburg
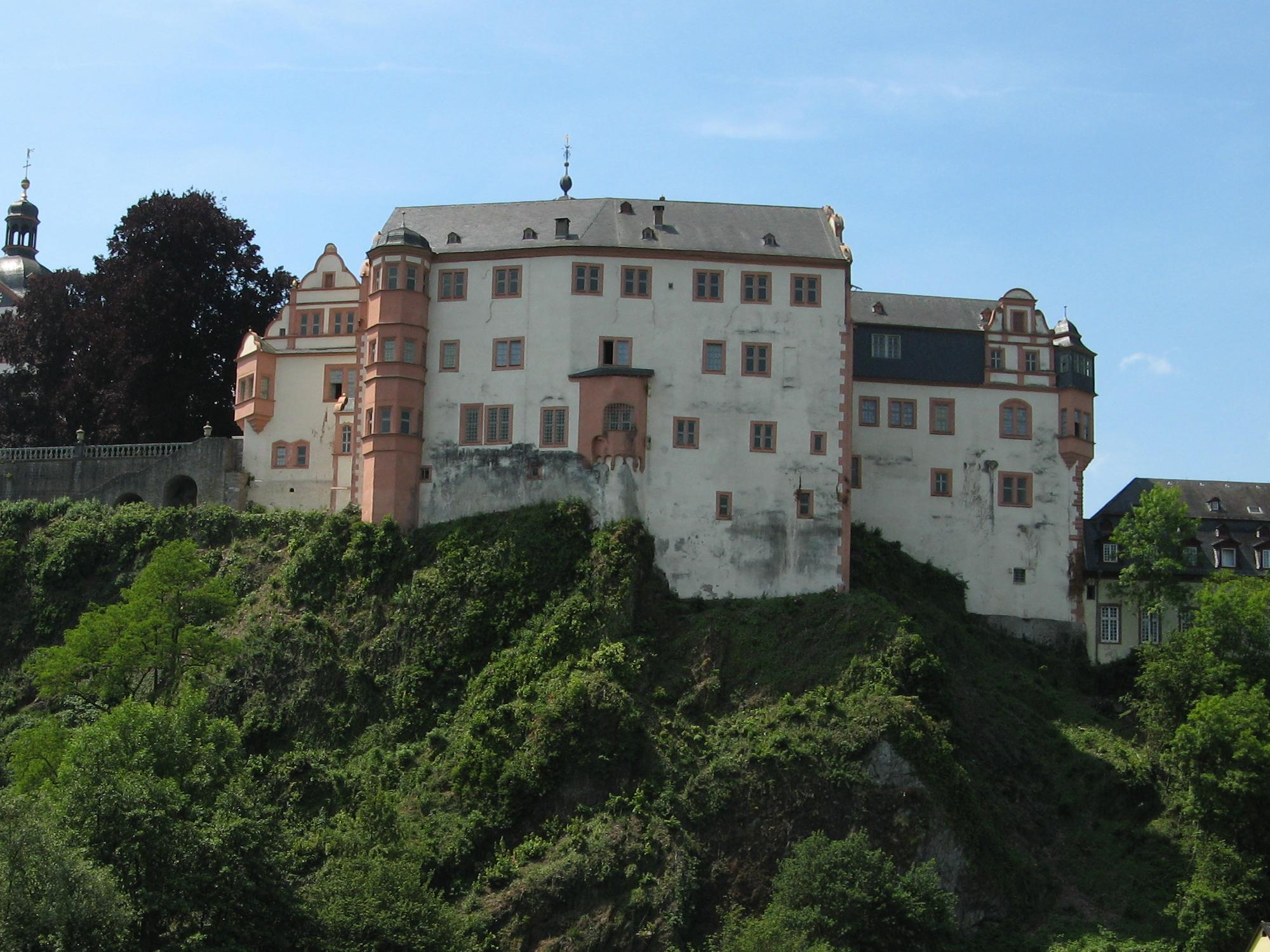
Ala est del castell

#### Comtes de Nassau-Weilburg (1344–1688)
- 1344–1371: Joan I
- 1371–1429: Felip I, i des de 1381 comte de Saarbrücken
- 1429–1492: Felip II
- 1492–1523: Lluís I
- 1523–1559: Felip III
- 1559–1593: Albert
- 1559–1602: Felip IV
- 1593–1625: Lluís II, Compte de Nassau-Weilburg i d'Ottweiler, Saarbrücken, Wiesbaden, i Idstein
- 1625–1629: Guillem Lluís, Joan IV i Ernest Casimir
- 1629–1655: Ernest Casimir
- 1655–1675: Frederic
- 1675–1688: Joan Ernest

#### Prínceps comtes de Nassau-Weilburg (1688–1816)
- 1688–1719: Joan Ernest
- 1719–1753: Carles August
- 1753–1788: Carles Cristià
- 1788–1816: Frederic Guillem
- 1816: Guillem I, príncep de Nassau-Weilburg i duc de Nassau. Nassau-Weilburg es fusiona al Ducat de Nassau

#### Ducs de Nassau (1816–1866)

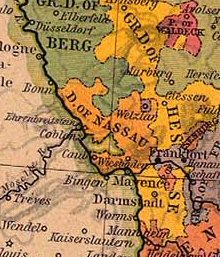
Ducat de Nassau al 1812 com a menbre de la Confederació del Rin

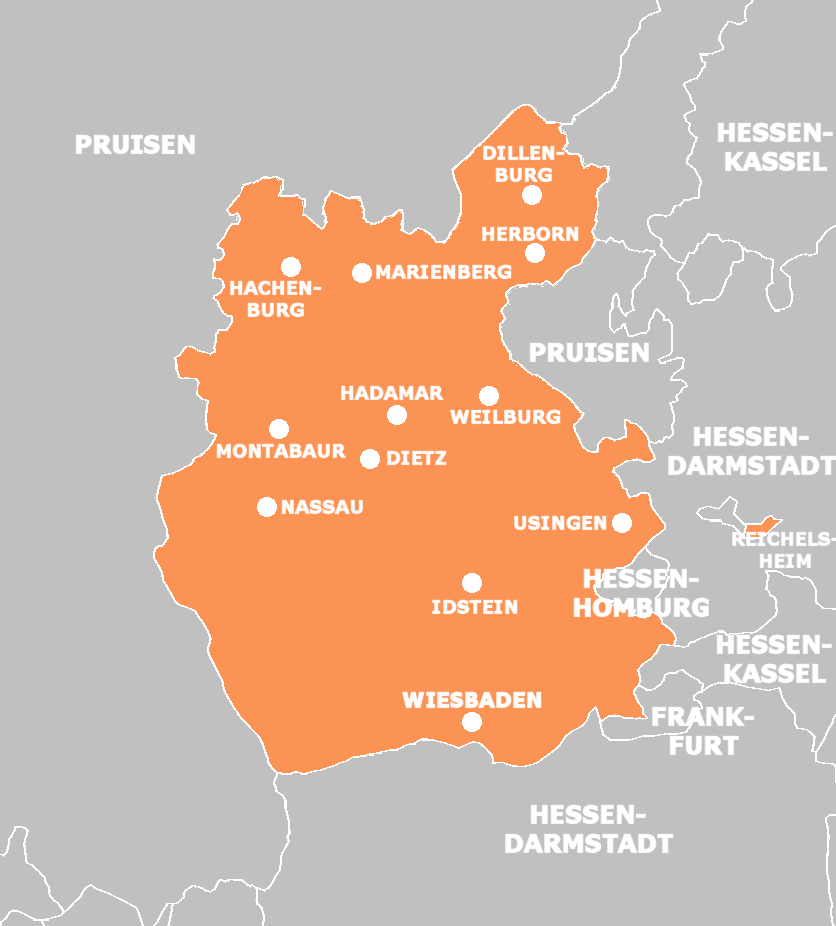
Ducat de Nassau al 1848

- 1816–1839: Guillem I
- 1839–1866: Adolf

Al 1866, Prússia s'annexiona el Ducat de Nassau, ja que el duc havia estat un aliat d'Àustria en la Guerra Austroprussiana. Al 1890, el duc Adolf esdevindria Gran Duc Adolf de Luxemburg.

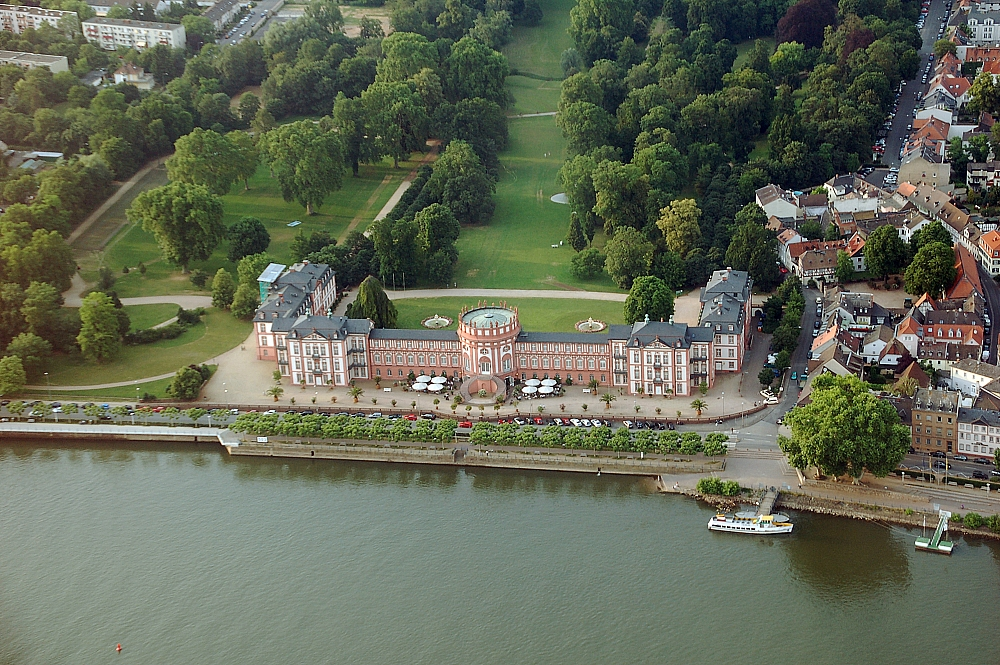
Palau de Biebrich

#### Gran Ducs de Luxemburg (de la Casa de Nassau-Weilburg)
- 1890–1905: Adolf
- 1905–1912: Guillem IV
- 1912–1919: Maria Adelaida
- 1919–1964: Carlota
- 1964–2000: Joan I
- 2000–present: Enric I

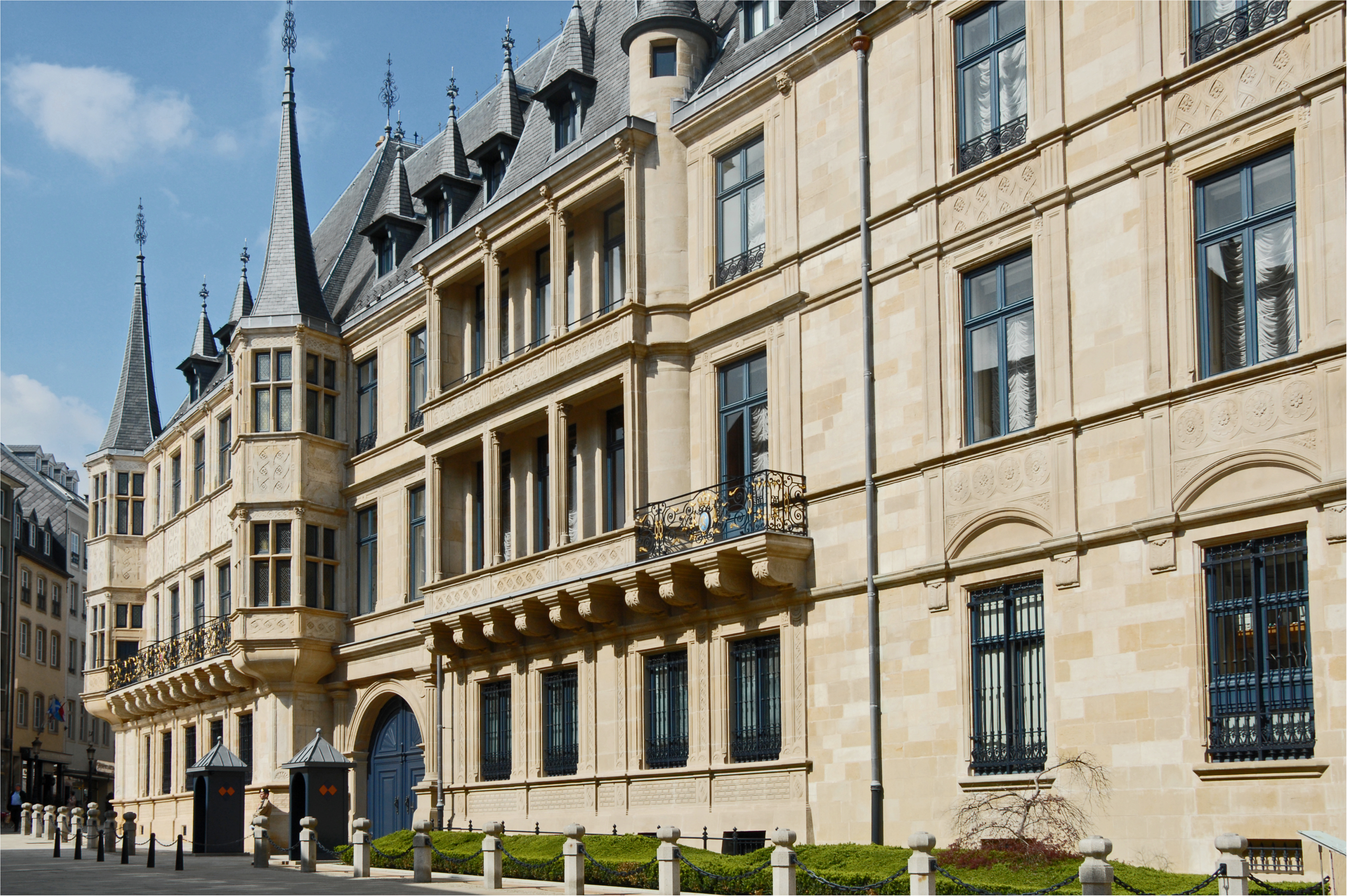
Palau Gran Ducal, a Luxemburg
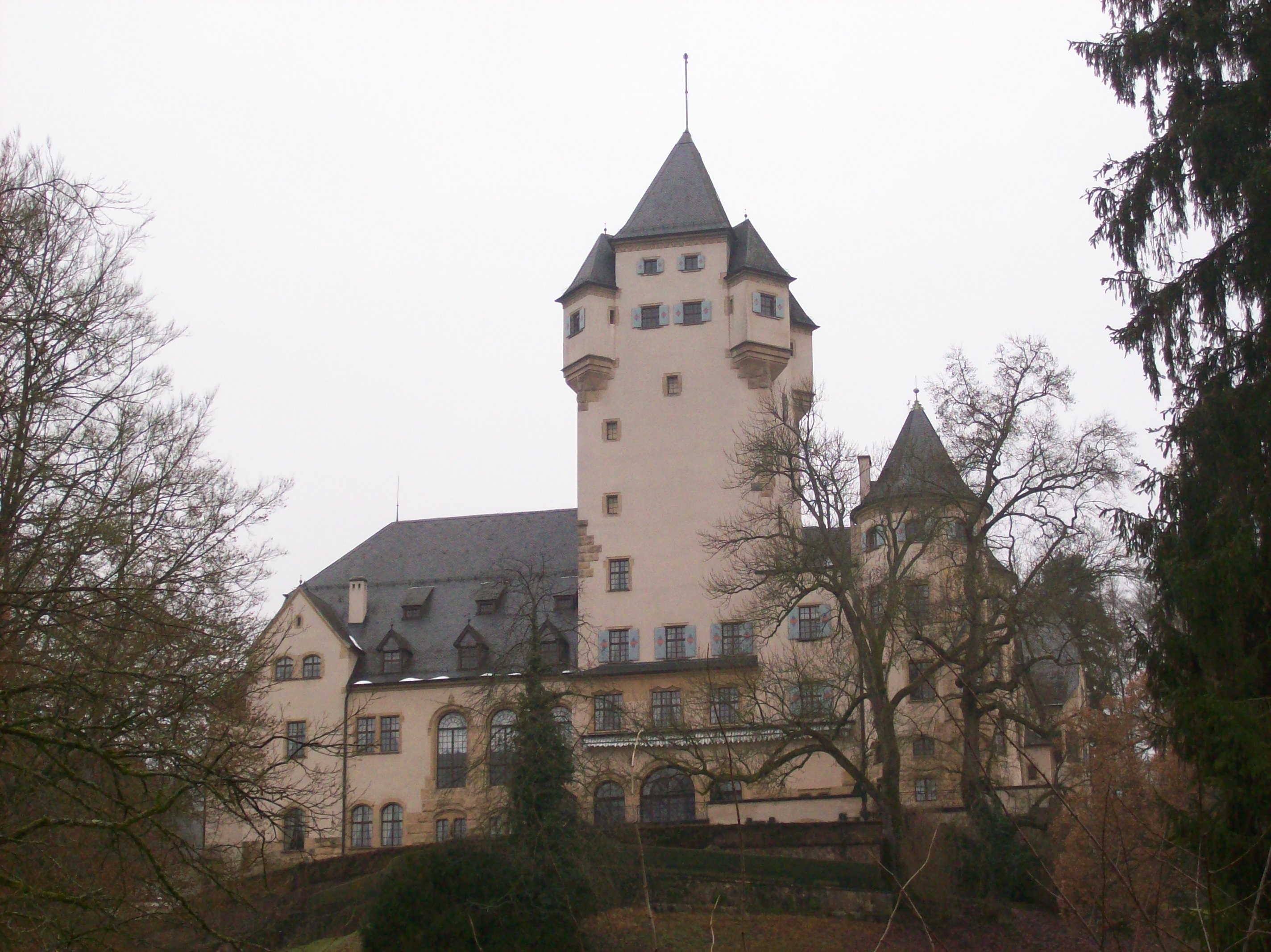
Castell de Berg, a Luxemburg

D'un matrimoni morganàtic, del 1868, descendeix una família (veure Comte de Merenberg) la qual al 1907 va ser declarada no-dinàstica. Si no hagués estat exclosa de la successió, haurien heretat el liderat de la casa al 1912.

### Comtes de Nassau-Wiesbaden-Idstein (1344–1728)
- 1344–1370: Adolf I
- 1370–després 1386: Gerlach II, comte de Nassau-Wiesbaden
- 1370–1393: Walram IV, comte de Nassau-Idstein; va heretar Wiesbaden quan Gerlach II va morir
- 1393–1426: Adolf II
- 1426–1480: Joan II
- 1480–1509: Felip, comte de Nassau-Idstein
- 1480–1511: Adolf III, comte de Nassau-Wiesbaden; va heretar Idstein al 1509
- 1511–1558: Felip I
- 1558–1566: Felip II
- 1566–1568: Baltasar
- 1568–1596: Joan Lluís I
- 1596–1599: Joan Felip, conjuntament amb el seu germà Joan Lluís II
- 1596–1605: Joan Lluís II
- 1605–1627: Lluís II
- 1627–1629: Guillem Lluís
- 1629–1677: Joan, comte de Nassau-Idstein, i (des de 1651) de Wiesbaden, Sonnenberg, Wehen, Burg-Schwalbach i Lahr
- 1677–1721: Jordi August (1688–1721)
- 1721–1723: Carles Lluís
- 1723–1728: Frederic Lluís, comte de Nassau-Ottweiler (1680–1728), de Rixingen (1703–28), d'Idstein (1721–1728), i Wiesbaden, etc. (1723–28)

Després de la mort de Frederic Lluís, Nassau-Wiesbaden-Idstein va passar a Carles de Nassau-Usingen

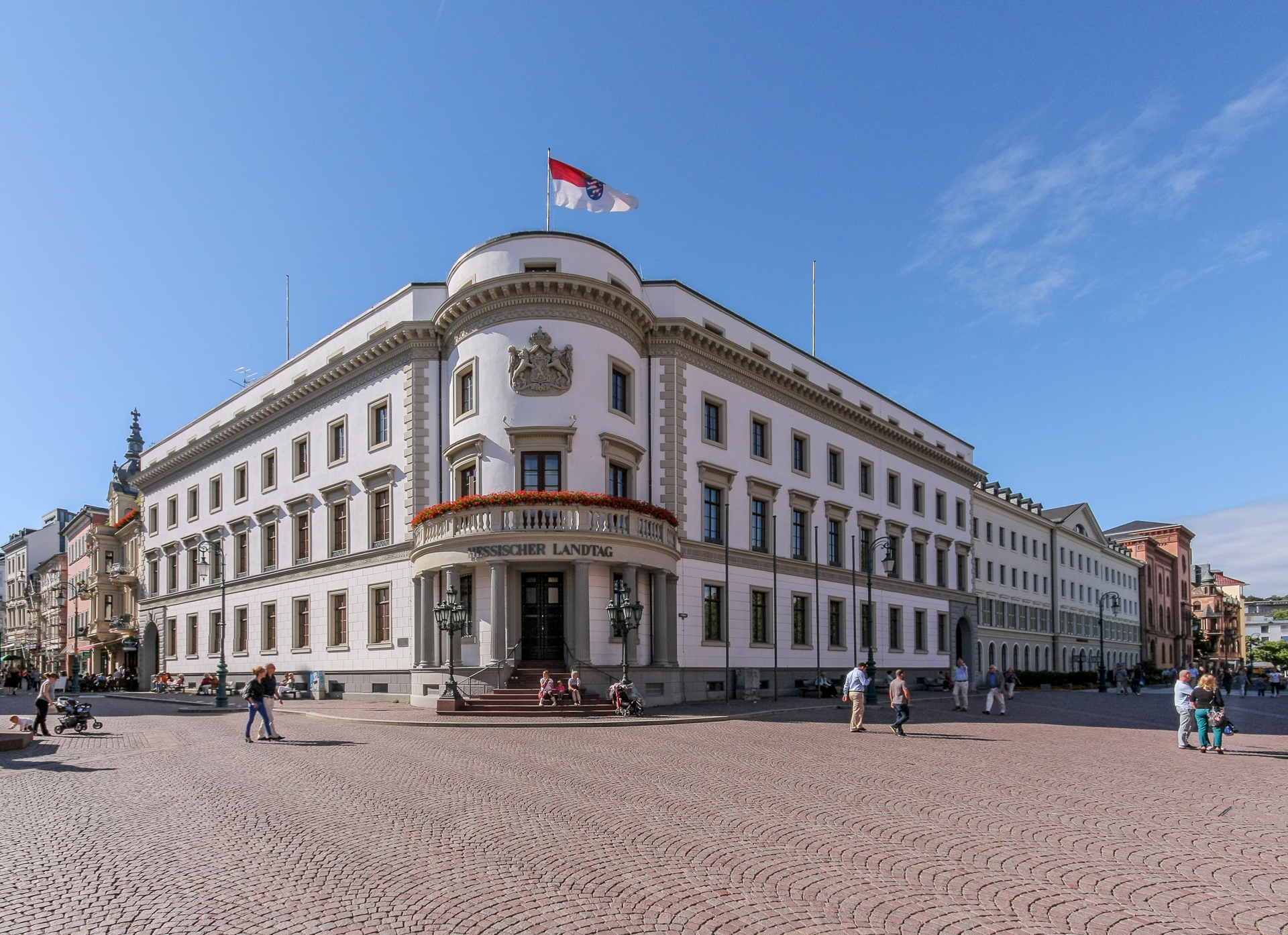
Palau de Wiesbaden
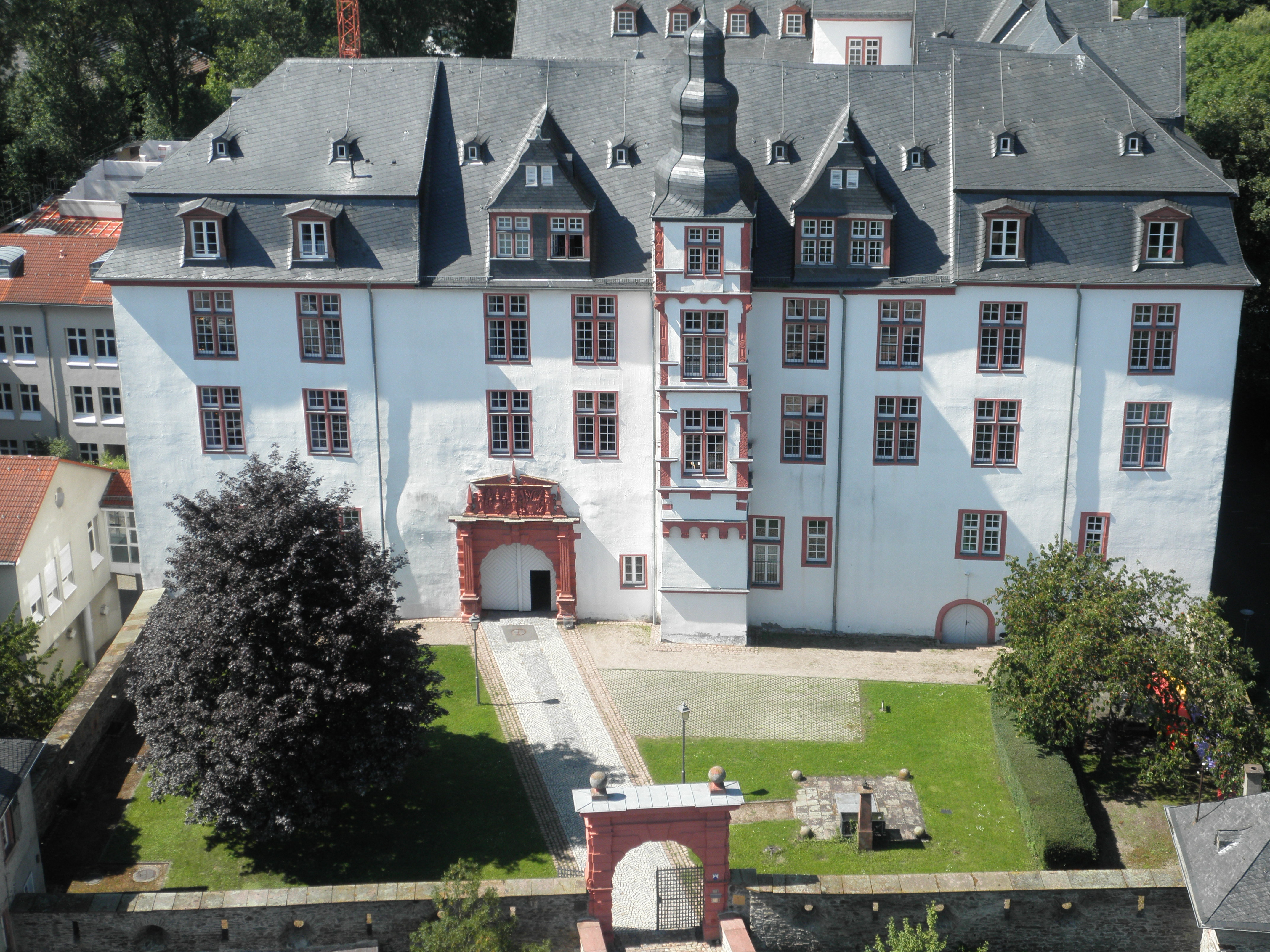
Castell d'Idstein

### Comtes de Nassau-Saarbrücken (1429–1797)
- 1429–1472: Joan III
- 1472–1545: Joan Lluís
- 1545–1554: Felip II
- 1554–1574: Joan IV
- 1574–1602: Felip III
- 1602–1625: Lluís II, compte de Nassau-Saarbrücken i Ottweiler
- 1629–1640: Guillem Lluís, compte de Nassau-Saarbrücken i Ottweiler
- 1640–1642: Kraft
- 1642–1659: Joan Lluís, compte de Nassau-Saarbrücken i (1659–80) d'Ottweiler, Jungenheim, i Wöllstein
- 1659–1677: Gustau Adolf
- 1677–1713: Lluís Kraft
- 1713–1723: Carles Lluís
- 1723–1728: Frederic Lluís
- 1728–1735: Carles
- 1735–1768: Guillem Enric, primer príncep de Nassau-Saarbrücken
- 1768–1794: Lluís
- 1794–1797: Enric Lluís
- 1797–1812: Adolf II

Després que la mort d'Enric Lluís, Nassau-Saarbrücken va caure a Carles Guillem de Nassau-Usingen fins que Adolf va ser major d'edat al 1805.

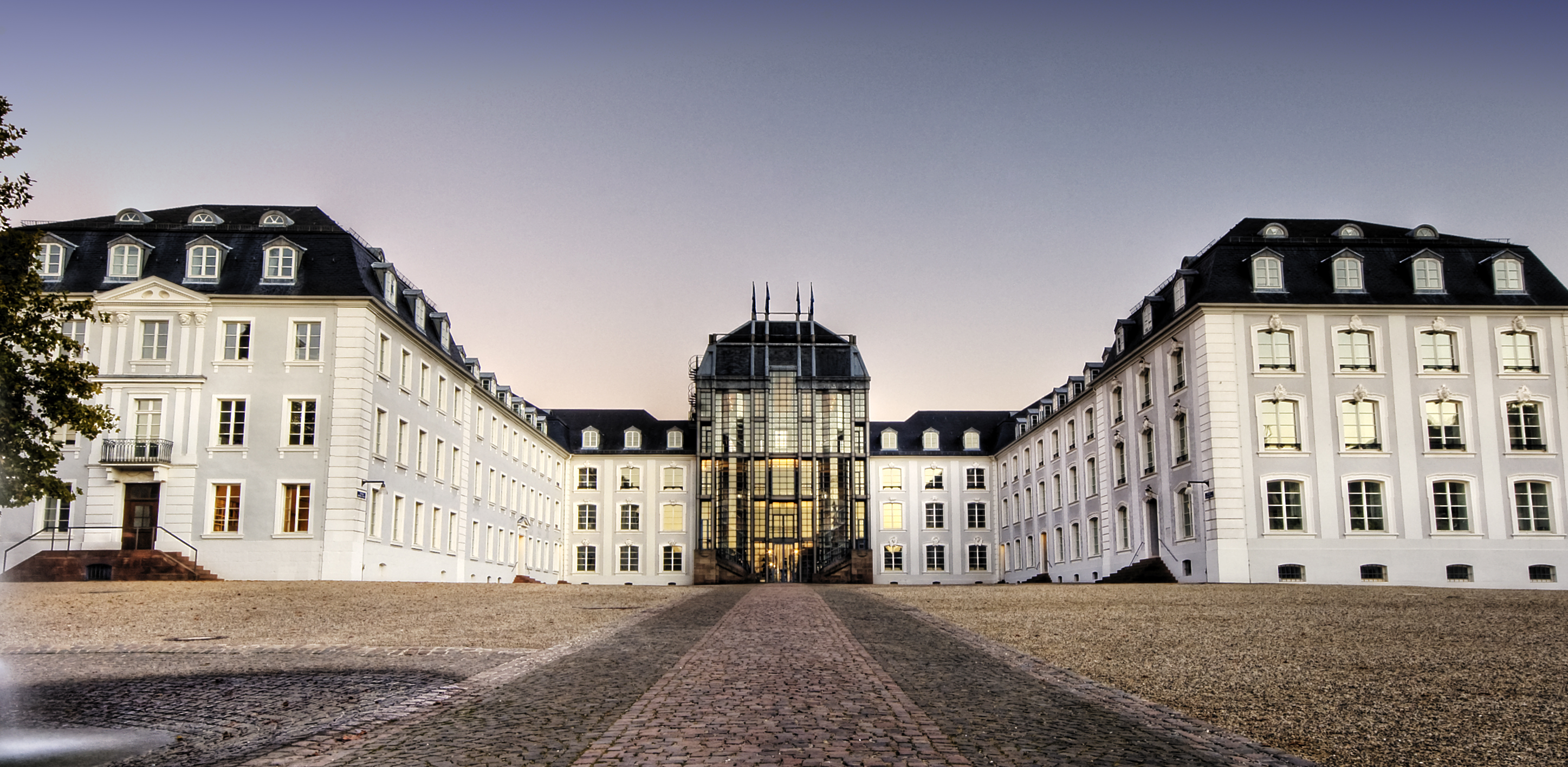
Castell de Saarbrücken

### Prínceps de Nassau-Usingen (1659–1816)
- 1659–1702: Walrad, elevat a Príncep
- 1702–1718: Guillem Enric
- 1718–1775: Carles
- 1775–1803: Carles Guillem
- 1803–1816: Frederic August

Al 1816, Nassau-Usingen es va fusionar amb Nassau-Weilburg per formar el Ducat de Nassau. Els títols de prínceps van continuar sent usats, com ho demostra el títol príncep de Nassau-Weilburg que usa el Gran Duc de Luxemburg. Després de la mort de Frederic August, el títol de "príncep" va ser adoptat (en pretensió) pel seu mig germà Carles Felip. Com a Cap de la Casa, al 1907, Guillem IV va declarar el comte de Merenberg no dinàstic.

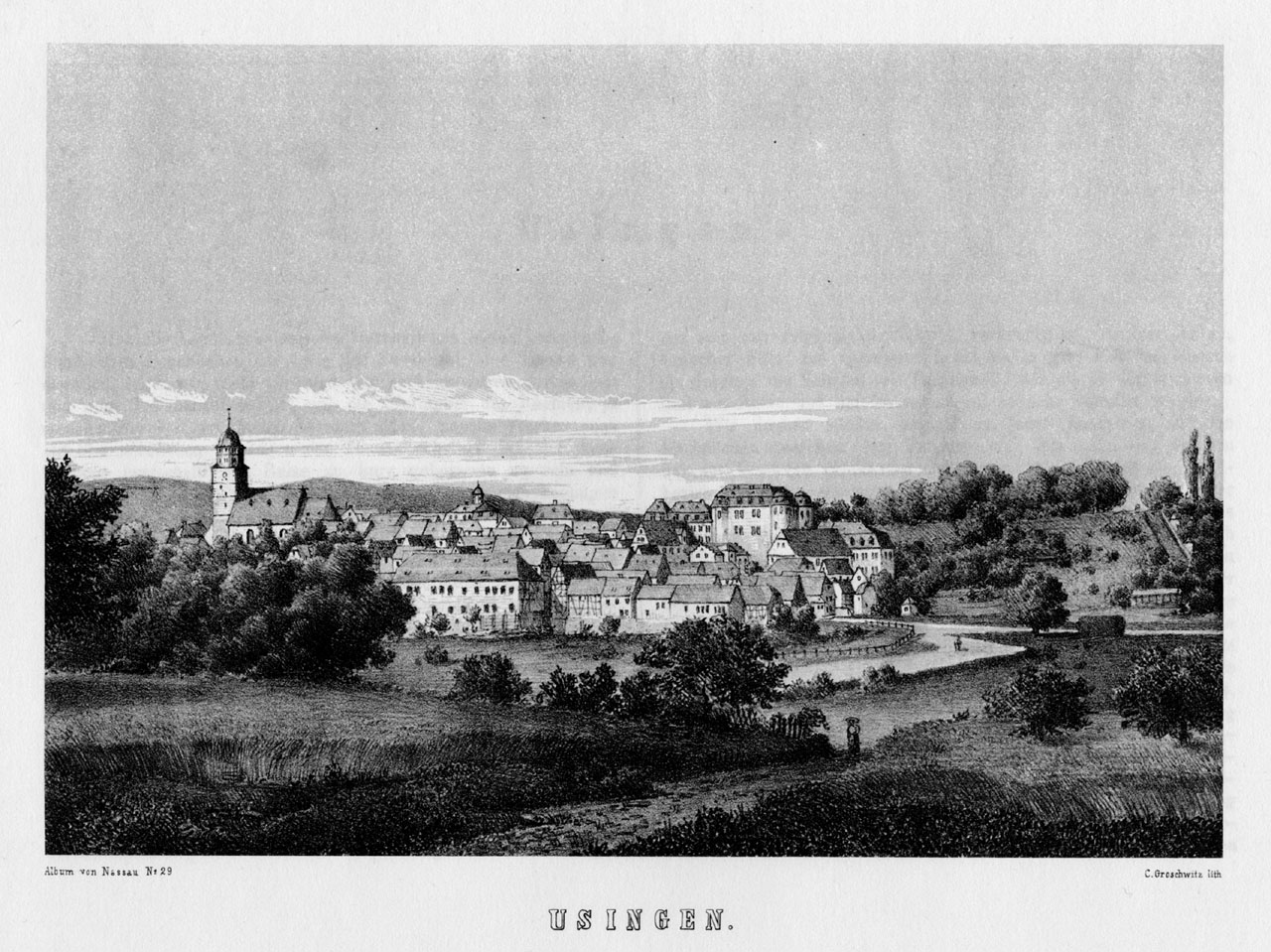
Castell d'Usingen

## La branca otoniana

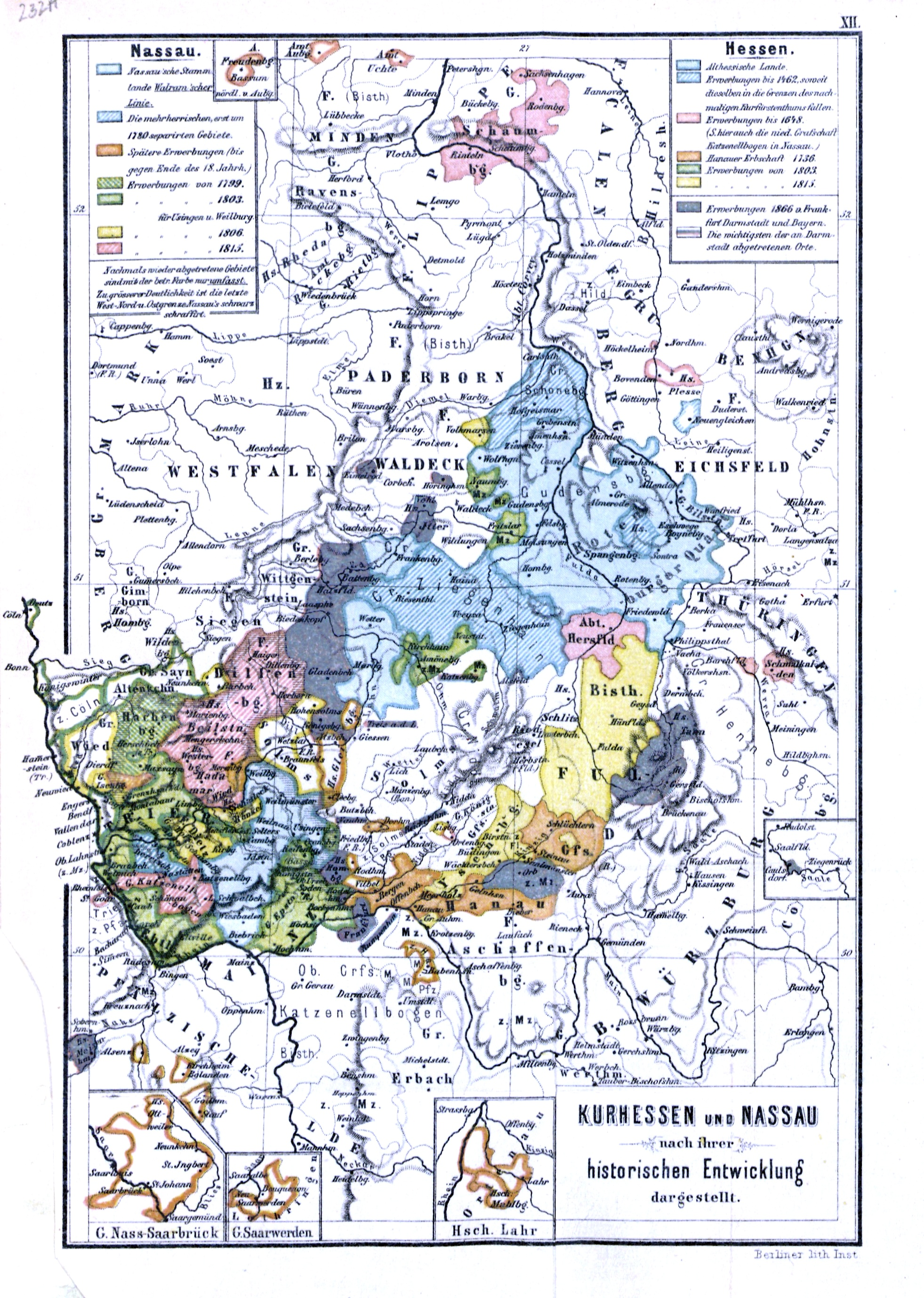
l'Electorat de Hessen i les terres dels Nassau en un mapa del on mostra les múltiples divisions basades en les línies familiars

- 1255–1290: Otó I, comte de Nassau a Siegen, Dillenburg, Beilstein, i Ginsberg
- 1290–1303: govern conjunt d'Enric, Joan i Emich I, fills d'Otó I

Al 1303, els fills d'Otto van dividir les possessions de la branca otoniana. Enric va rebre Nassau-Siegen, Joan va rebre Nassau-Dillenburg i Emich va rebre Nassau-Hadamar. Després que la mort de Joan. Nassau-Dillenburg va anar a parar a Enric.

### Comtes de Nassau-Dillenburg
- 1303–1328: Joan a Dillenburg, Beilstein i Herborn, i des de 1320 a Katzenelnbogen
- 1328–1343: Enric de 1303 a Siegen, Ginsberg, Haiger, i el Westerwald, i des de 1328 a Dillenburg, Herborn, i Beilstein
- 1343–1350: Otó II
- 1350–1416: Joan I
- Tetrarquia
  - 1416–1420: Adolf
  - 1420–1429: Joan III
  - 1420–1442: Engelbert I
  - 1420–1443: Joan II
- 1442–1451: Enric II
- 1448–1475: Joan IV
- 1475–1504: Engelbert II
- 1504–1516: Joan V
- 1516–1538: Enric III; fundador del branca bastarda de Nassau-Corroy
- 1538–1559: Guillem I
- 1559–1606: Joan VI
- 1606–1620: Guillem Lluís
- 1620–1623: Jordi
- 1623–1662: Lluís Enric, príncep de Nassau-Dillenburg des del 1654
- 1662–1701: Enric
- 1701–1724: Guillem II
- 1724–1739: Cristià

A partir de 1739, Nassau-Dillenburg va passar a Nassau-Dietz, també conegut Orange-Nassau.

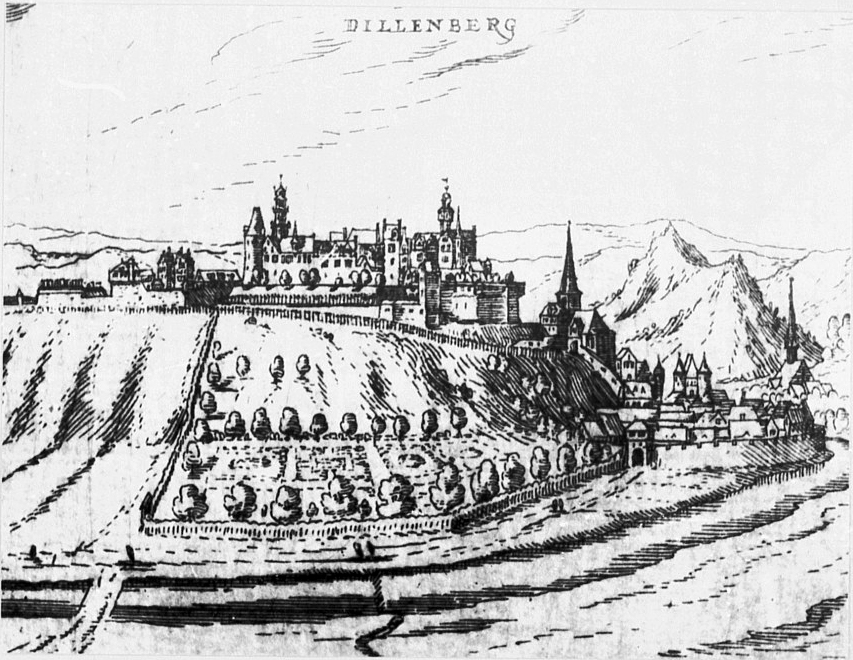
Castell de Dillenburg
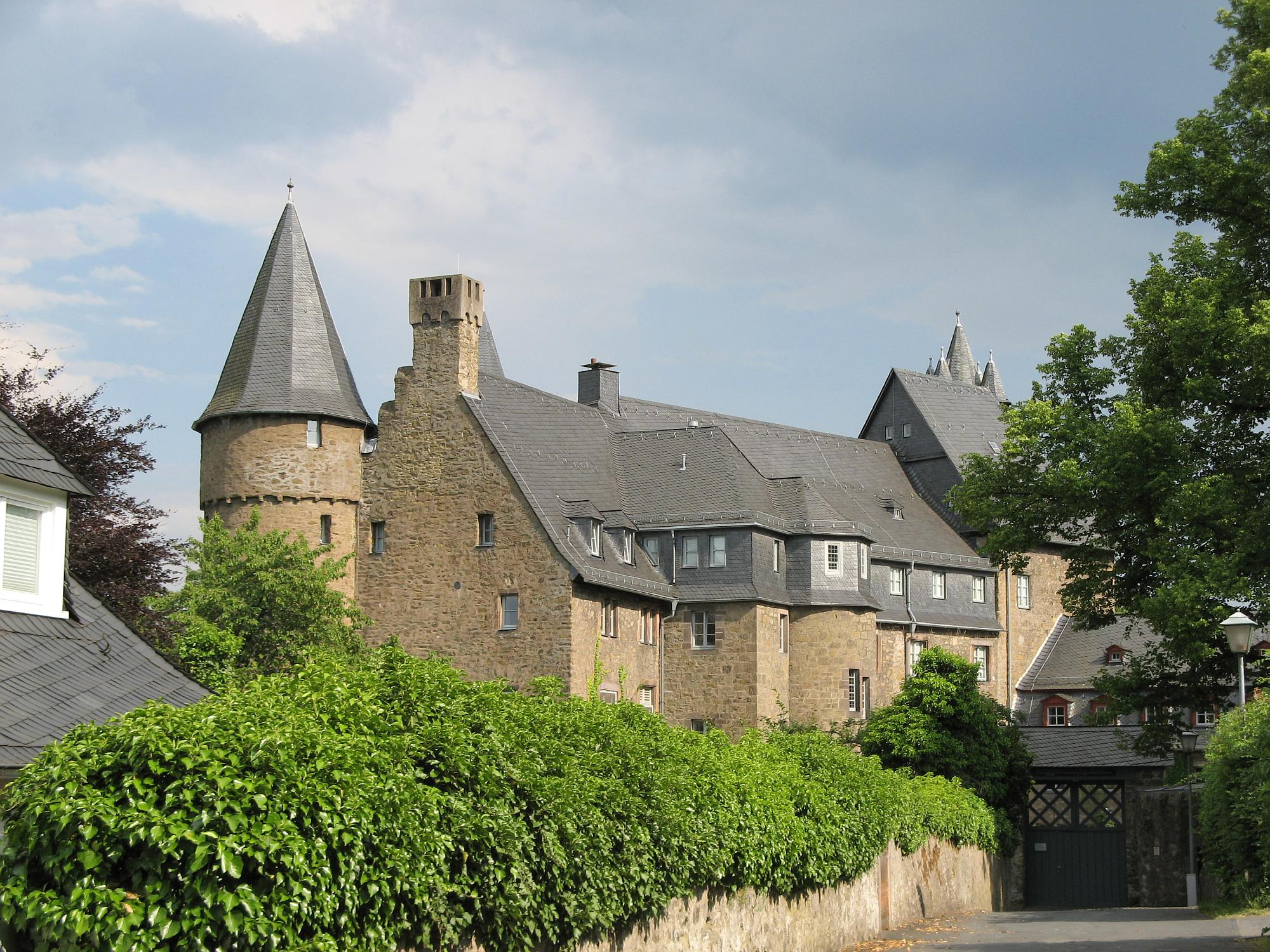
Castell d'Herborn

#### Comtes de Nassau-Beilstein
Al 1343, Nassau-Beilstein va sorgir de Nassau-Dillenburg.
- 1343–1388: Enric I
- 1388–1410: Enric II, conjuntament amb el seu germà Reinhard
- 1388–1412: Reinhard
- 1412–1473: Joan I, conjuntament amb el seu germà Enric III
- 1412–1477: Enric III
- 1473–1499: Enric IV
- 1499–1513: Joan II
- 1513–1561: Joan III, conjuntament amb el seu germà Enric V
- 1513–1525: Enric V

Després que la mort de Joan III, Nassau-Beilstein va passar a Nassau-Dillenburg. Es va recuperar un altre cop al 1607 per Jordi, que al 1620 va heretar la resta de Nassau-Dillenburg.

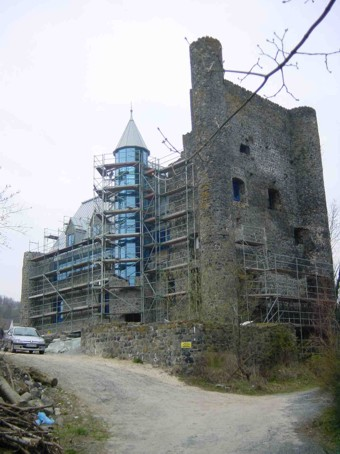
Castell de Beilstein

### Comtes i Prínceps de Nassau-Hadamar
- 1303–1334: Emich I, comte de Driedorf, Esterau, i Hadamar
- 1334–1364: Joan
- 1334–1359: Emich II
- 1364–1369: Enric
- 1369–1394: Emich III

Després de la mort d'Emich III, Nassau-Hadamar va passar a Nassau-Dillenburg.
Al 1620, la línia més jove de Nassau-Hadamar va ser sorgir de Nassau-Dillenburg
- 1620–1653: Joan Lluís, fill de Joan VI de Nassau-Dillenburg, Príncep des del 1650
- 1653–1679: Maurici Enric
- 1679–1711: Francesc Alexandre

Al 1711 Nassau-Hadamar es va dividir entre Nassau-Dietz, Nassau-Dillenburg, i Nassau-Siegen.

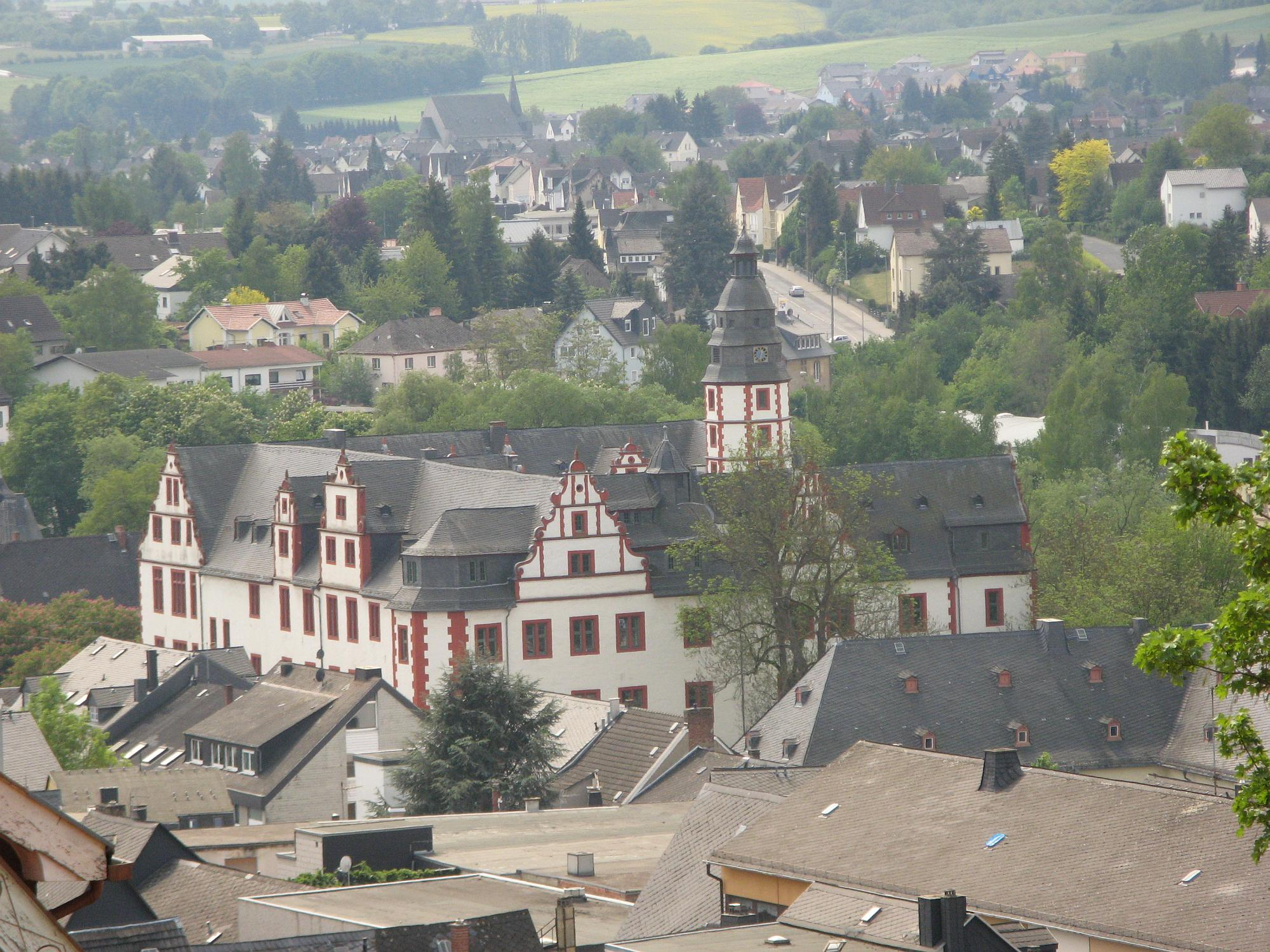
Castell d'Hadamar

### Nassau-Siegen
La branca de Nassau-Siegen era una línia col·lateral de la Casa de Nassau, i van governar en Siegen. El primer comte de Nassau a Siegen va ser Enric (d. 1343), el fill gran de del comte Otó I de Nassau. El seu fill Otó II va governar també Dillenburg.
- 1303–1343: Enric, comte de Nassau a Siegen, Ginsberg, Haiger, i el Westerwald, i de (1328–1343) a Dillenburg, Herborn, i Beilstein

A partir de 1328 es va unir a Nassau-Siegen.
Al 1606 una línia més jove de Nassau-Siegen va sorgir de la Casa de Nassau-Dillenburg. Aquesta línia principal es va extinguir al 1734. l'emperador Carles VI va transferir el comtat a la Casa d'Orange-Nassau.

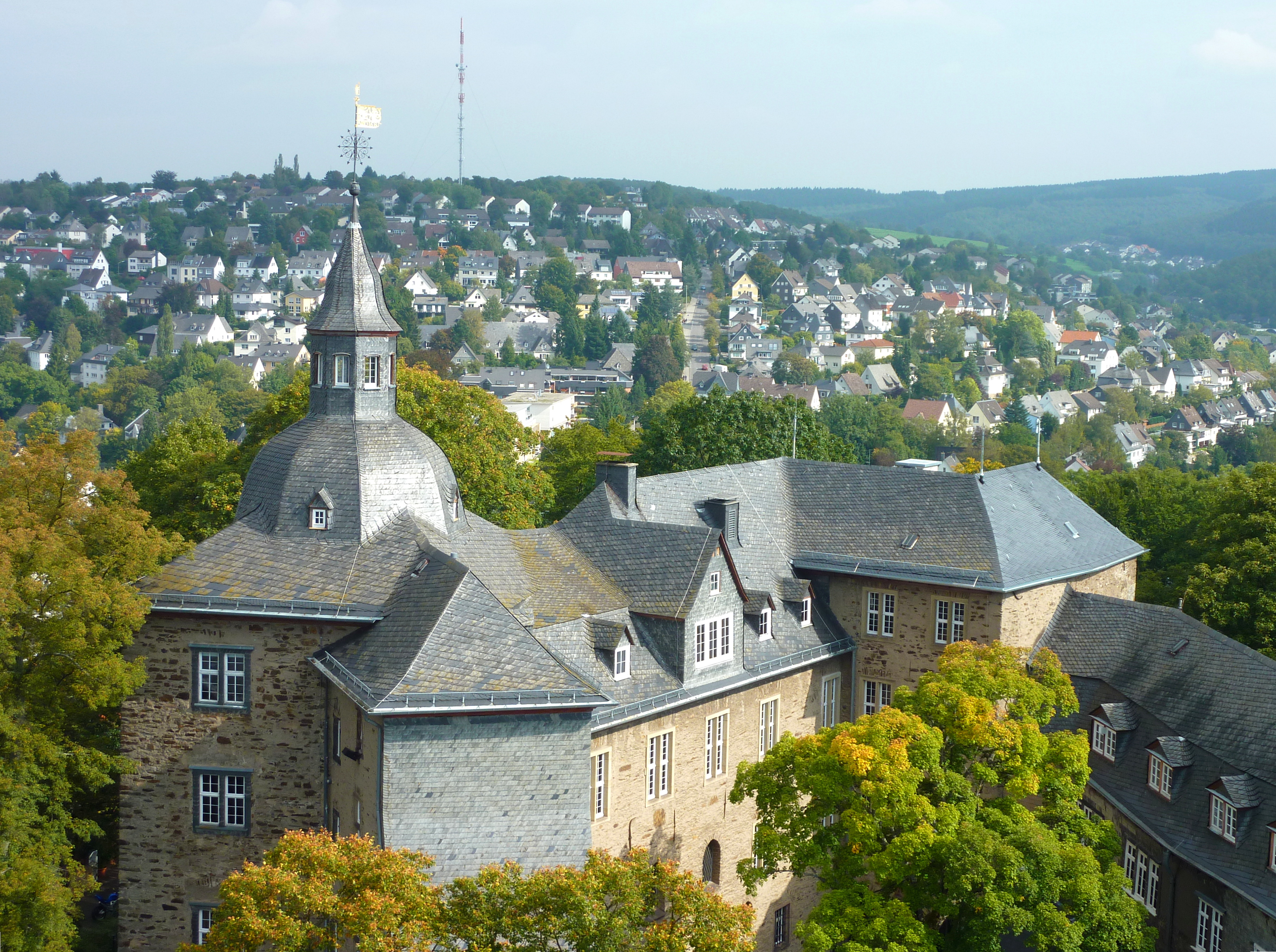
Castell superior de Siegen

#### Comptes i Prínceps de Nassau-Siegen
- 1606–1623 Joan I
- 1623–1638 Joan II
- 1638–1674 Jordi Frederic
- 1674–1679 Joan Maurici
- 1679–1691 Guillem Maurici
- 1691–1699 Joan Francesc Desiderat
- 1699–1707 Guillem Jacint
- 1707–1722 Frederic Guillem Adolf
- 1722–1734 Frederic Guillem II

Al 1734, Nassau-Siegen va passar a Nassau-Dietz, també conegut Orange-Nassau.

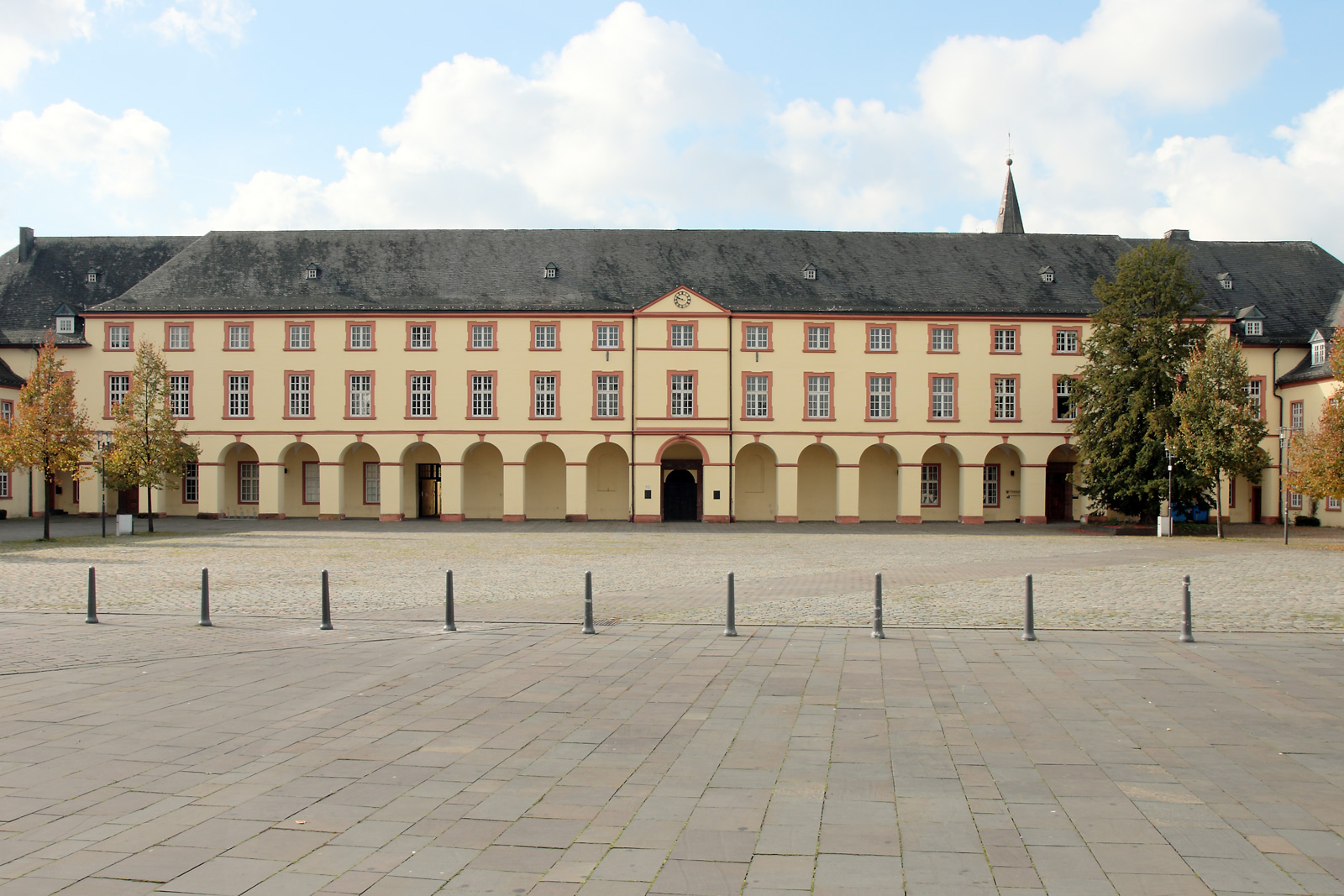
Castell inferior de Siegen

### Comptes i Prínceps de Nassau-Dietz
Quan les terres de Nassau van ser dividides pels fills de Joan VI, es va crear el comtat de Nassau-Dietz, on Diez era la ciutat principal.
- 1606–1632: Ernest Casimir
- 1632–1640: Enric Casimir I
- 1640–1664: Guillem Frederic, Príncep al 1650
- 1664–1696: Enric Casimir II, Príncep de Nassau-Dietz
- 1696–1711: Joan Guillem, Príncep de Nassau-Dietz (després del 1702 també Príncep d'Orange)

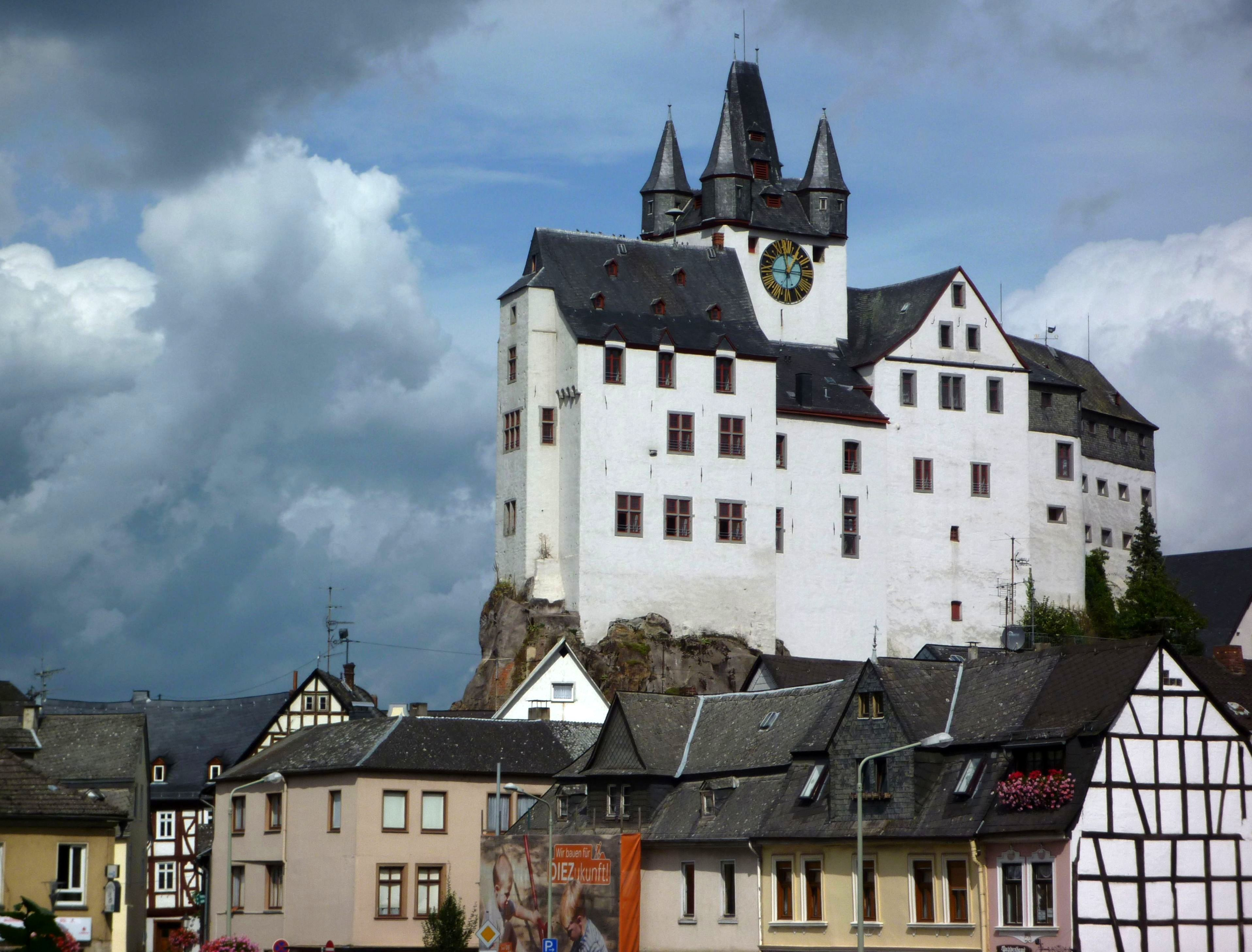
Castell de Diez
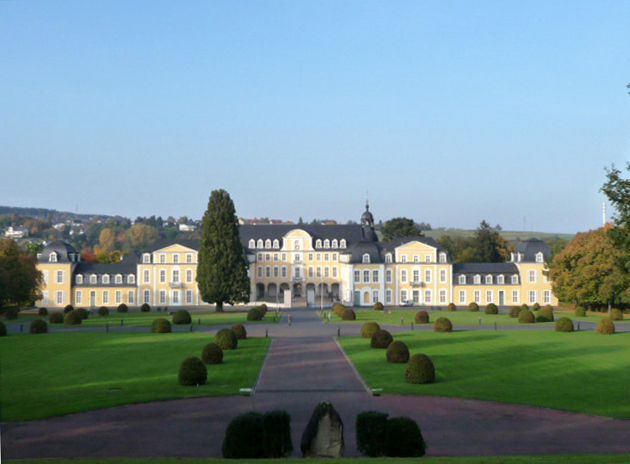
Castell d'Oranienstein

Al 1702, la branca Nassau-Dietz va continuar la Casa d'Orange que s'havia extingit amb Guillem III d'Anglaterra (d. 1702). Els comtes de Nassau-Dietz no només descendien del germà de Guillem el Taciturn, sinó que també Guillem Frederic de Nassau-Dietz s'havia casat amb Albertina Agnès d'Orange-Nassau, la cinquena filla de Frederic Enric d'Orange-Nassau, príncep d'Orange.
El seu net Joan Guillem (1687-1711) es va ser Stadhouder de Frísia i Groningen, i al 1702 es va convertir en l'hereu de Guillem III d'Anglaterra i per això el fundador de la Casa més jove de "Orange-Nassau" i de la Família Reial holandesa. Tanmateix, va haver de dividir-se les propietats holandeses amb el Rei de Prússia Frederic I, que també descendia de Guillem I. El fill de Joan Guillem, Guillem IV d'Orange-Nassau, va heretar un gran nombre de territoris dels Nassau. A més del seu Nassau-Dietz paternal, va obtenir Nassau-Hadamar al 1711, Nassau-Siegen al 1734, i Nassau-Dillenburg al 1739. Al 1732, Frederic Guillem I de Prússia li va deixar les seves propietats holandeses, incloent el Palau Huis ten Bosch i el Palau Het Loo. Guillem IV esdevenia stadhouder dels Països Baixos al 1747 i reunia totes de les possessions holandeses i alemanyes de la seva família (excepte Nassau-Weilburg) a la seva mà, anomenant-se ell mateix Príncep d'Orange i Nassau.
El comtat de Nassau-Diez, com altres territoris de Nassau, va ser ocupat per la França napoleònica al 1795, i al 1806 va ser annexionat pel Ducat de Nassau (governat per la branca de Nassau-Weilburg). A finals del segle xviii la riba occidental del Rin era de França i el 1803 un nou Principat d'Orange va ser creat a partir dels altres territoris, tanmateix al 1806 va ser dividit entre el Ducat de Nassau i el Gran Ducat de Berg. Guillem I dels Països Baixos va recuperar els seus comtats anteriors al 1813, però, dos anys més tard, va donar Nassau-Diez, Nassau-Hadamar i Nassau-Dillenburg a Prússia, en un canvi amb Luxemburg. Prussia només es va quedar Nassau-Siegen, i aviat va cedir els altres comtats al Ducat de Nassau. No obstant, aquest va ser annexionat al 1866 per Prússia pel suport donat a Àustria en la Guerra Austroprussiana.

### Orange-Nassau
La Casa d'Orange-Nassau prové de la branca otoniana. La connexió ve per via d'Engelbert I de Nassau, que va oferir els seus serveis al Duc de Borgonya i es va casar amb la noble holandesa Joana van Polanen, qui va heretar les terres de la Casa de Polanen als Països Baixos, amb la baronia de Breda com el posterior nucli de les possessions holandeses de la Casa de Nassau-Dillenburg.

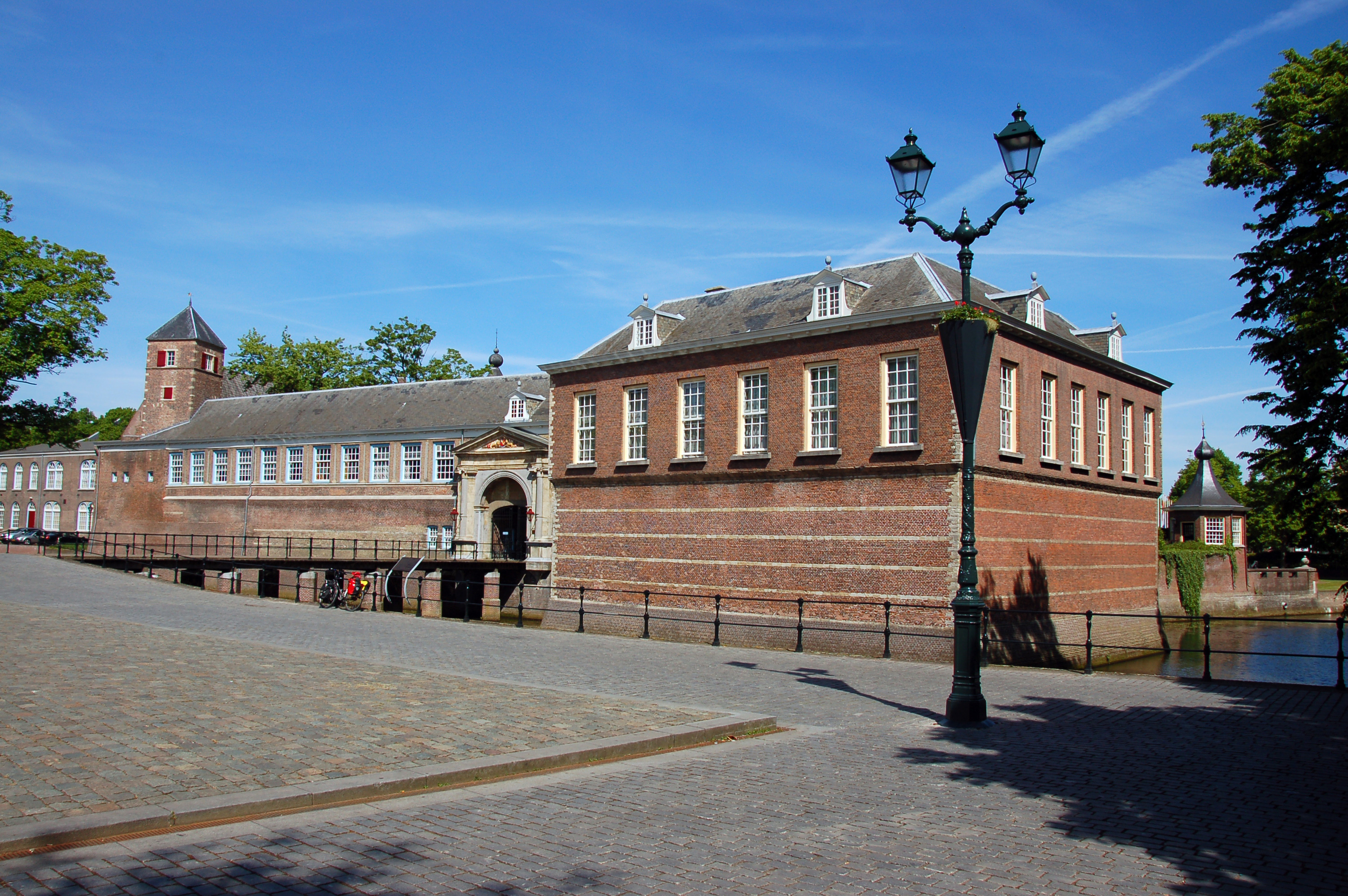
Castell de Breda

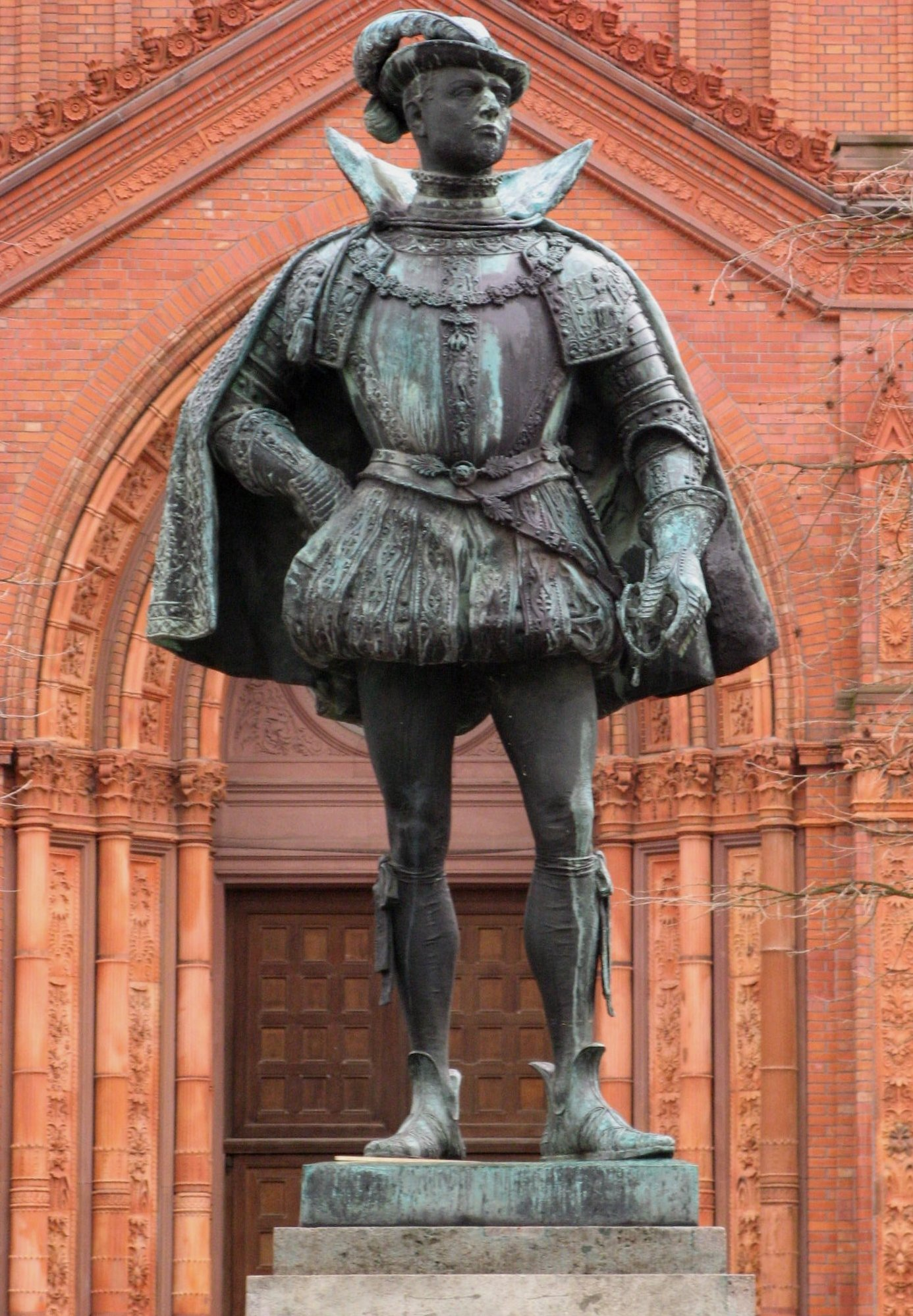
Guillem I el Taciturn (1545–1584), fundador dels Països Baixos, en una estàtua a Wiesbaden

La importància del Nassaus va créixer per tot segle xvi i XVII. Enric III de Nassau-Breda va ser nomenat stadtholder d'Holanda, Zelanda i Utrecht per Emperador Carles V al començament del segle xvi. Enric va ser succeït pel seu fill, Renat de Chalon-Orange al 1538, que era Príncep d'Orange. Quan Renat va morir prematurament al camp de batalla al 1544, les seves possessions i el títol de príncep van passar al seu cosí, Guillem I d'Orange-Nassau, comte de Nassau-Dillenburg. Va decidir deixar d'utilitzar el sufix "Dillenburg" (de "Orange-Nassau-Dillenburg"), i des d'aleshores els membres de la seva família es van anomenar "Orange-Nassau".
Amb la mort de Guillem III d'Anglaterra, la línia masculina directa de Guillem I d'Orange-Nassau esdevenia extinta i així també la primera Casa dels Orange-Nassau. Joan Guillem, descendent del germà de Guillem I, i de Frederic Enric, avi de Guillem III, va heretar el títol de "Príncep d'Orange" i totes les possessions dels Països Baixos i Alemanya, però no el Principat d'Orange pròpiament dit. El Principat va ser cedit a França pel Tractat d'Utrecht que va acabar les guerres amb Lluís XIV de França. Joan Guillem, qui també era Príncep de Nassau-Dietz, va fundar així la segona Casa de Orange-Nassau (el sufix "Dietz" va ser deixat d'utilitzar en la forma combinada "Orange-Nassau-Dietz").
L'era Revolucionària i napoleònica va ser un tumultuós episodi en la història de les dues branques de la Casa de Nassau. El domini de França en l'ordre internacional xocava severament amb l'estratègia tradicional de la Casa de Nassau de resolució dels conflictes internacionals. Aquesta era mantenir enllaços amb tots els agents poderosos, a través d'una xarxa dinàstica, amb l'esperança de mantenir un equilibri de poder. Malgrat que ambdues branques de la Casa de Nassau van recuperar la xarxa dinàstica en els anys de l'alliberació, 1812-1814; el nou ordre europeu va veure com anirien per camins històrics diferents.
Després del reorganització d'Europa post-napoleònica, el cap de Casa d'Orange-Nassau va obtenir el títol de "Rei dels Països Baixos" i "Gran Duc de Luxemburg". Aquest últim va ser obtingut, amb permís del Congrés de Viena, per intercanviar amb els seus cosins, les ancestrals terres dels Nassau dins Alemanya, pel Ducat de Luxemburg, el qual era més proper al seu centre de poder a Holanda. El Ducat va quedar en unió personal amb el Regne dels Països Baixos fins a la mort Guillem III dels Països Baixos. El Rei de Prússia, que també reclamava el Principat d'Orange, va rebre terres al Ruhr. D'aquesta manera, tothom va consolidar els territoris més properes les seves bases de poder.

#### Prínceps d'Orange

##### Casa d'Orange-Nassau(-Dillenburg), primera creació
- 1544–1584: Guillem I, també comte de Katzenelnbogen, Vianden, Dietz, Buren i Leerdam i Senyor de IJsselstein
- 1584–1618: Felip-Guillem, també comte de Nassau-Dillenburg, comte de Vianden, Buren i Leerdam i Senyor de IJsselstein
- 1618–1625: Maurici, també comte de Nassau-Dillenburg, comte de Vianden, Buren i Leerdam i Senyor de IJsselstein
- 1625–1647: Frederic Enric, també comte de Nassau-Dillenburg, comte de Vianden, Buren i Leerdam i Senyor de IJsselstein
- 1647–1650: Guillem II, també comte de Nassau-Dillenburg, comte de Vianden, Buren i Leerdam i Senyor de IJsselstein
- 1650–1702: Guillem III, també comte de Nassau-Dillenburg, comte de Vianden, Buren i Leerdam, Senyor de IJsselstein i (des del 1689) Rei d'Anglaterra, Escòcia, i Irlanda

Al 1702, la línia Orange-Nassau-Dillenburg es va extingir i les seves possessions van caure a la línia Nassau-Dietz.

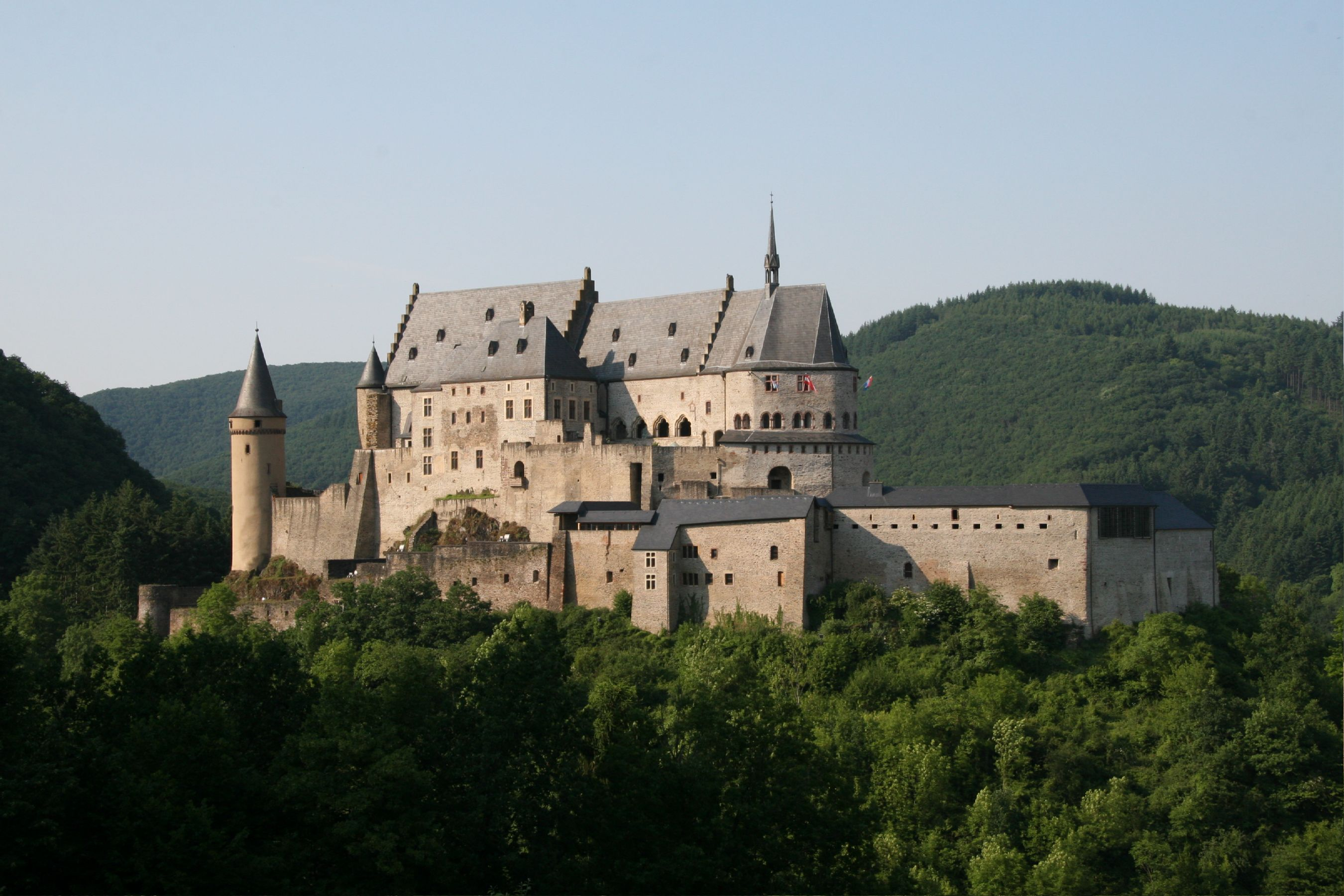
Castell de Vianden, Luxemburg

##### Casa d'Orange-Nassau(-Dietz), segona creació
- 1702–1711: Joan Guillem, també Príncep de Nassau-Dietz, comte de Vianden, Buren i Leerdam i Senyor de IJsselstein
- 1711–1751: Guillem IV, també Príncep de Nassau-Dietz, comte de Vianden, Buren i Leerdam i Senyor de IJsselstein
- 1751–1806: Guillem V, també Príncep de Nassau-Dietz, comte de Vianden, Buren i Leerdam i Senyor de IJsselstein
- 1806–1815: Guillem VI, també Príncep de Fulda i comte de Corvey, Weingarten i Dortmund; A partir del 1815 va esdevenir Guillem I dels Països Baixos

Escut d'Armes dels Països Baixos.

#### Reis i Reines dels Països Baixos (de la Casa d'Orange-Nassau-Dietz)
- 1815–1840: Guillem I, també Duc i Gran Duc de Luxemburg i Duc de Limburg
- 1840–1849: Guillem II, també Gran Duc de Luxemburg i Duc de Limburg
- 1849–1890: Guillem III, també Gran Duc de Luxemburg i Duc de Limburg
- 1890–1948: Guillemina

Si es segueixen les lleis alemanyes, la Casa d'Orange-Nassau(-Dietz) es va extingir amb la mort de Guillemina (1962). Però les lleis holandeses i no a consideren extinta.
- 1948–1980: Juliana
- 1980–2013: Beatriu
- 2013–present: Guillem Alexandre

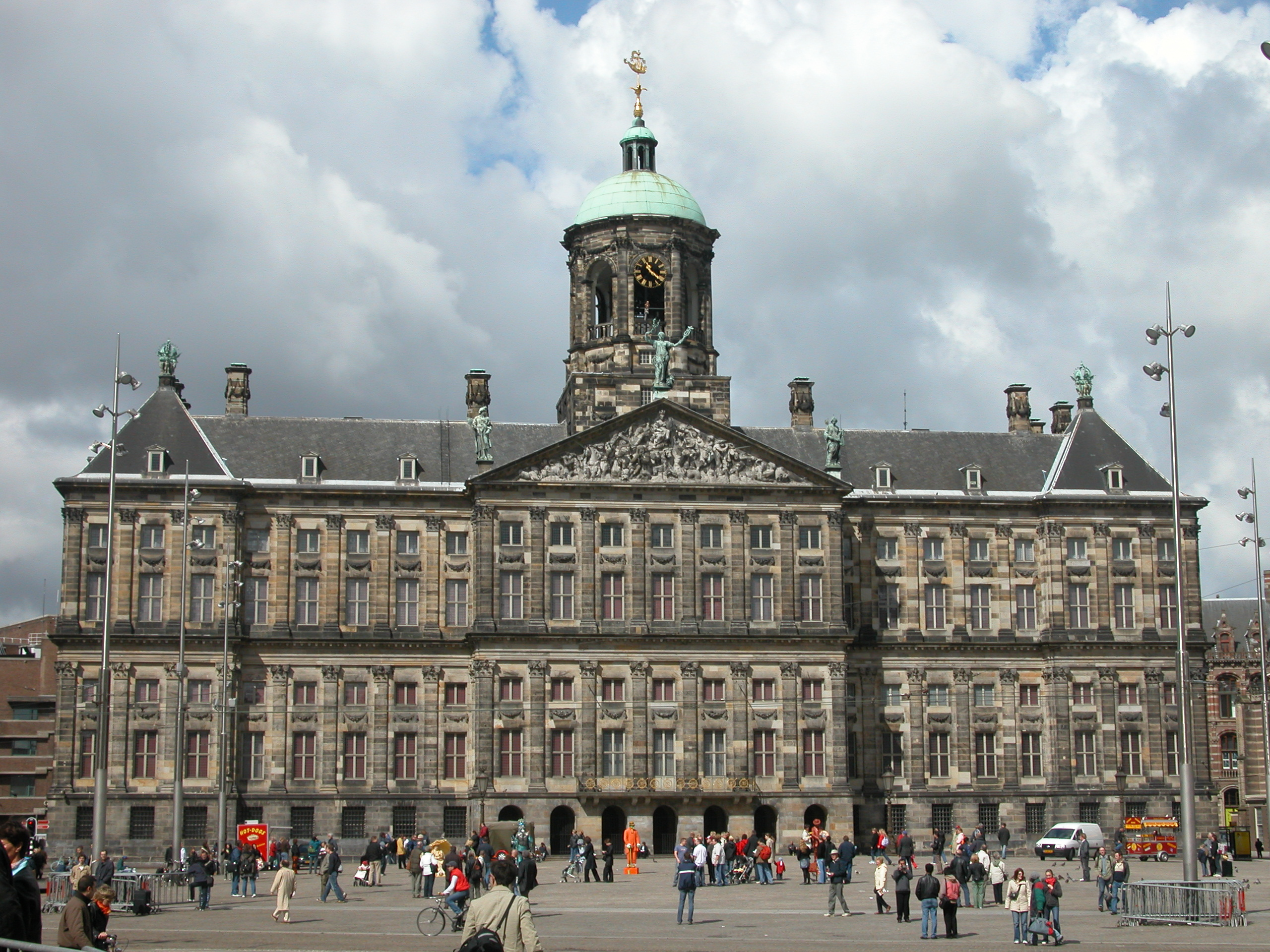
Palau reial d'Amsterdam
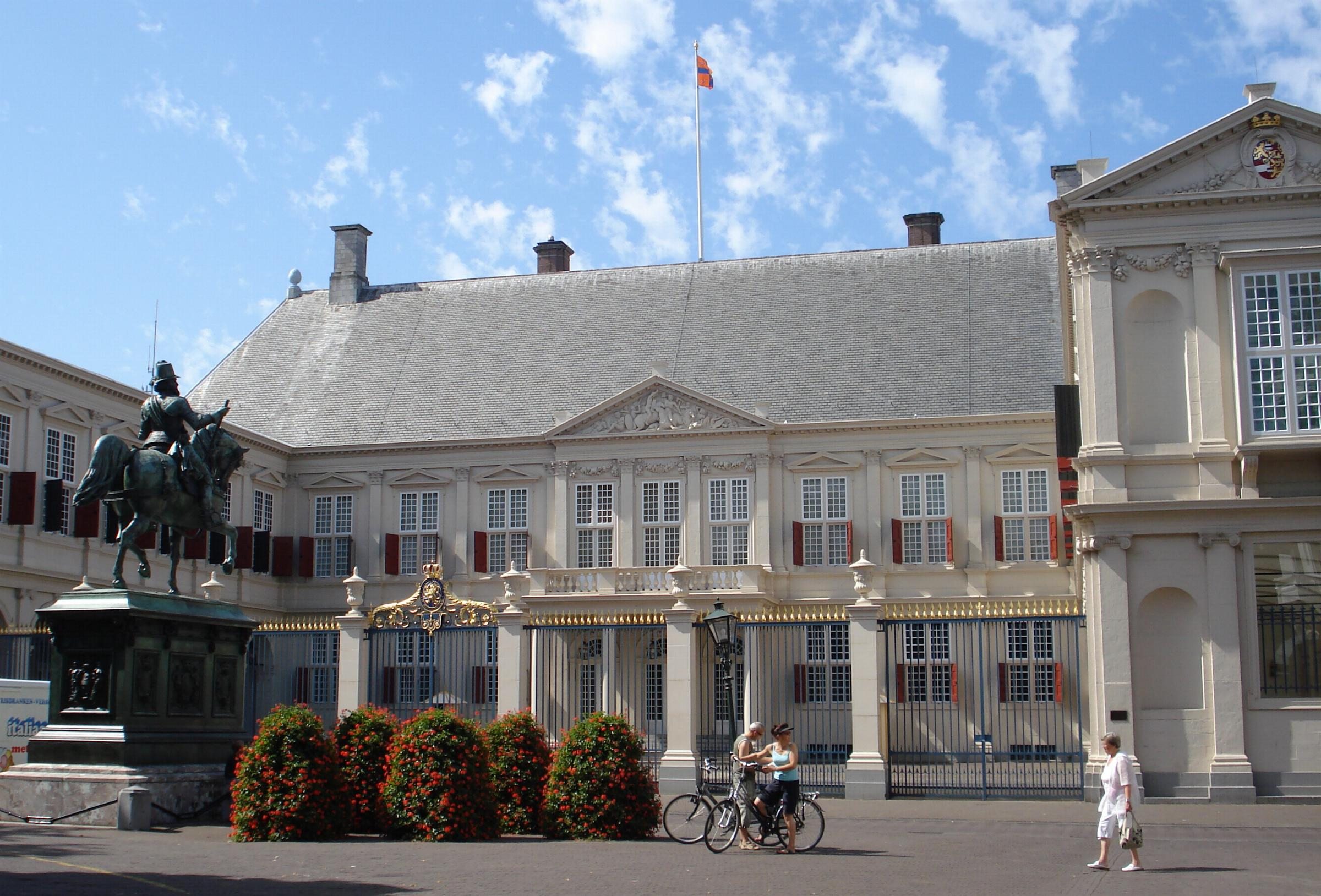
Palau Noordeinde, La Haia
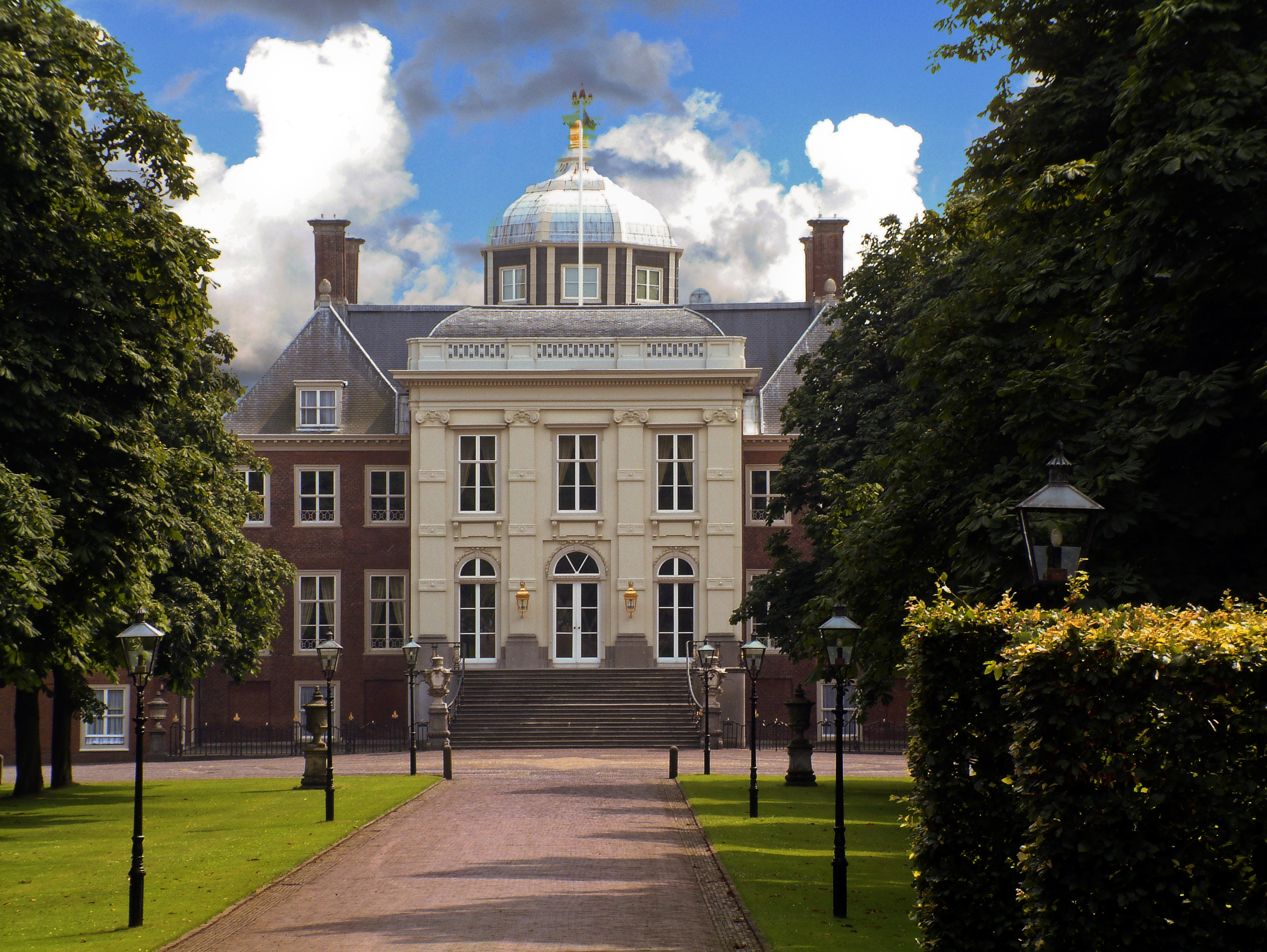
Palau Huis ten Bosch, La Haia
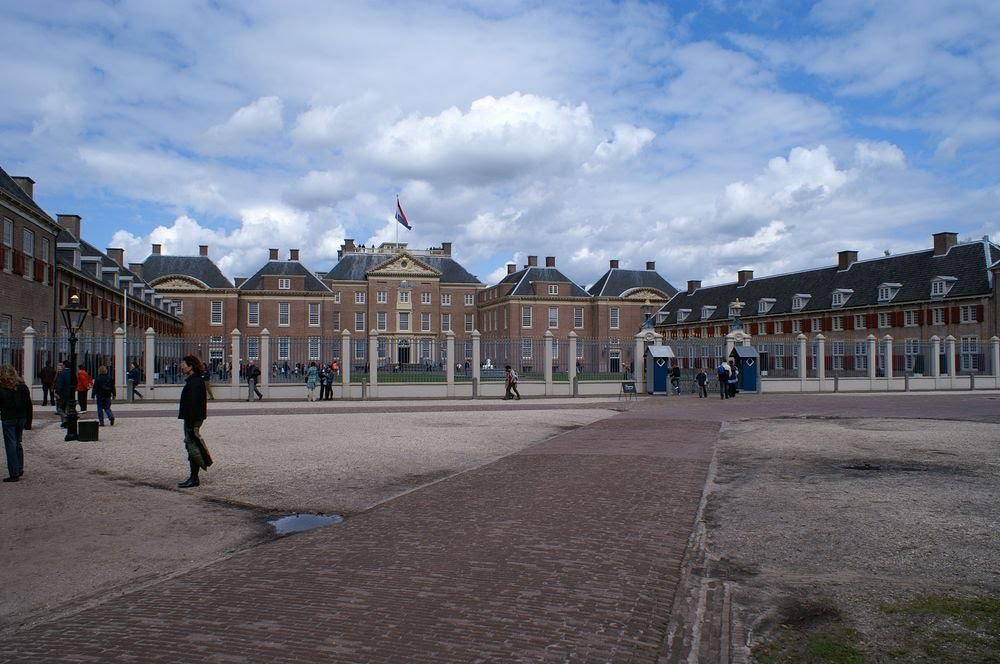
Palau Het Loo